# Superliga polska w piłce ręcznej mężczyzn (2016/2017) – wyniki rundy zasadniczej

## Runda zasadnicza — jesienna

### Seria 1 – 10.09.2016
| 19 września 201618:00 | Azoty-Puławy                                            | 34:24(21:8) | Piotrkowianin Piotrków Trybunalski | gospodarz Widzów: 600 Sędzia: Igor Dębski, Artur Rodacki (Kielce) |
| 19 września 201618:00 | Rafał Przybylski 4 Przemysław Krajewski 4 Nikola Prce 4 | 34:24(21:8) | 7 Stanisław Makowiejew             | gospodarz Widzów: 600 Sędzia: Igor Dębski, Artur Rodacki (Kielce) |
| 19 września 201618:00 | 5× · 3×                                                 | 34:24(21:8) | 5× · 3×                            | gospodarz Widzów: 600 Sędzia: Igor Dębski, Artur Rodacki (Kielce) |

| 29 września 201618:00 | Stal Mielec                  | 22:28(12:12) | MMTS Kwidzyn      | gospodarz Widzów: 275 Sędzia: Damian Demczuk, Tomasz Rosik (Lubin) |
| 29 września 201618:00 | Piotr Krępa 5 Wiktor Kawka 5 | 22:28(12:12) | 7 Adrian Nogowski | gospodarz Widzów: 275 Sędzia: Damian Demczuk, Tomasz Rosik (Lubin) |
| 29 września 201618:00 | 4× · 3×                      | 22:28(12:12) | 6× · 3×           | gospodarz Widzów: 275 Sędzia: Damian Demczuk, Tomasz Rosik (Lubin) |

| 49 września 201618:00 | Chrobry Głogów  | 23:28(12:15) | Gwardia Opole      | gospodarz Widzów: 1100 Sędzia: Sebastian Pelc, Jakub Pretzlaf (Rzeszów) |
| 49 września 201618:00 | Wiktor Kubała 6 | 23:28(12:15) | 8 Antoni Łangowski | gospodarz Widzów: 1100 Sędzia: Sebastian Pelc, Jakub Pretzlaf (Rzeszów) |
| 49 września 201618:00 | 4× · 3×         | 23:28(12:15) | 8× · 3× · 1×       | gospodarz Widzów: 1100 Sędzia: Sebastian Pelc, Jakub Pretzlaf (Rzeszów) |

| 59 września 201618:30 | NMC Górnik Zabrze    | 31:23(12:12) | Zagłębie Lubin | gospodarz Widzów: 550 Sędzia: Andrzej Kierczak (Pielgrzymowice) Tomasz Wrona (Kraków) |
| 59 września 201618:30 | Bartłomiej Tomczak 8 | 31:23(12:12) | 8 Jan Czuwara  | gospodarz Widzów: 550 Sędzia: Andrzej Kierczak (Pielgrzymowice) Tomasz Wrona (Kraków) |
| 59 września 201618:30 | 6× · 4×              | 31:23(12:12) | 8× · 3×        | gospodarz Widzów: 550 Sędzia: Andrzej Kierczak (Pielgrzymowice) Tomasz Wrona (Kraków) |

| 69 września 201618:30 | Meble Wójcik Elbląg | 24:29(14:15) | Orlen Wisła Płock | gospodarz Widzów: 818 Sędzia: Paweł Kaszubski, Piotr Wojdyr (Gdańsk) |
| 69 września 201618:30 | Marcin Szopa 7      | 24:29(14:15) | 6 Michał Daszek   | gospodarz Widzów: 818 Sędzia: Paweł Kaszubski, Piotr Wojdyr (Gdańsk) |
| 69 września 201618:30 | 4× · 3×             | 24:29(14:15) | 8× · 3×           | gospodarz Widzów: 818 Sędzia: Paweł Kaszubski, Piotr Wojdyr (Gdańsk) |

| 39 września 201620:00 | KPR Legionowo    | 35:25(17:10) | Pogoń Szczecin    | gospodarz Widzów: 900 Sędzia: Joanna Brehmer (Mikołów) Agnieszka Skowronek (Ruda Śląska) |
| 39 września 201620:00 | Witalij Titow 10 | 35:25(17:10) | 6 Wojciech Zydroń | gospodarz Widzów: 900 Sędzia: Joanna Brehmer (Mikołów) Agnieszka Skowronek (Ruda Śląska) |
| 39 września 201620:00 | 4× · 2×          | 35:25(17:10) | 6× · 3×           | gospodarz Widzów: 900 Sędzia: Joanna Brehmer (Mikołów) Agnieszka Skowronek (Ruda Śląska) |

| 710 września 201619:00 | Wybrzeże Gdańsk    | 19:31(11:15) | Vive Tauron Kielce                     | Ergo Arena, Gdańsk/Sopot Widzów: 5200 Sędzia: Marek Baranowski (Warszawa) Bogdan Lemanowicz (Łąck) |
| 710 września 201619:00 | Damian Kostrzewa 5 | 19:31(11:15) | 6 Tobias Reichmann 6 Julen Aguinagalde | Ergo Arena, Gdańsk/Sopot Widzów: 5200 Sędzia: Marek Baranowski (Warszawa) Bogdan Lemanowicz (Łąck) |
| 710 września 201619:00 | 5× · 3×            | 19:31(11:15) | 5× · 2× · 1×                           | Ergo Arena, Gdańsk/Sopot Widzów: 5200 Sędzia: Marek Baranowski (Warszawa) Bogdan Lemanowicz (Łąck) |

### Seria 2 – 14.09.2016
| 812 września 201618:30 | Meble Wójcik Elbląg   | 20:26(8:14) | Vive Tauron Kielce | gospodarz Widzów: 2100 Sędzia: Bartosz Leszczyński, Marcin Piechota (Płock) |
| 812 września 201618:30 | Bartosz Janiszewski 5 | 20:26(8:14) | 5 Paweł Paczkowski | gospodarz Widzów: 2100 Sędzia: Bartosz Leszczyński, Marcin Piechota (Płock) |
| 812 września 201618:30 | 5× · 3×               | 20:26(8:14) | 6× · 3× · 1×       | gospodarz Widzów: 2100 Sędzia: Bartosz Leszczyński, Marcin Piechota (Płock) |

| 1213 września 201618:30 | Pogoń Szczecin  | 23:33(10:17) | Azoty-Puławy      | gospodarz Widzów: 1200 Sędzia: Korneliusz Habierski, Grzegorz Skrobak (Głogów) |
| 1213 września 201618:30 | Dawid Krysiak 5 | 23:33(10:17) | 6 Krzysztof Łyżwa | gospodarz Widzów: 1200 Sędzia: Korneliusz Habierski, Grzegorz Skrobak (Głogów) |
| 1213 września 201618:30 | 3× · 3×         | 23:33(10:17) | 6× · 3× · 1×      | gospodarz Widzów: 1200 Sędzia: Korneliusz Habierski, Grzegorz Skrobak (Głogów) |

| 1114 września 201618:00 | Orlen Wisła Płock                | 37:18(18:8) | Stal Mielec           | gospodarz Widzów: 2200 Sędzia: Damian Demczuk, Tomasz Rosik (Lubin) |
| 1114 września 201618:00 | Valentin Ghionea 6 Lovro Mihić 6 | 37:18(18:8) | 4 Ołeksandr Kirilenko | gospodarz Widzów: 2200 Sędzia: Damian Demczuk, Tomasz Rosik (Lubin) |
| 1114 września 201618:00 | 5× · 3×                          | 37:18(18:8) | 2× · 3×               | gospodarz Widzów: 2200 Sędzia: Damian Demczuk, Tomasz Rosik (Lubin) |

| 1414 września 201618:00 | Zagłębie Lubin                    | 34:23(17:14) | KPR Legionowo                    | gospodarz Widzów: 520 Sędzia: Andrzej Rajkiewicz, Jakub Tarczykowski (Szczecin) |
| 1414 września 201618:00 | Mikołaj Szymyślik 8 Jan Czuwara 8 | 34:23(17:14) | 5 Wojciech Gumiński 5 Kamil Ciok | gospodarz Widzów: 520 Sędzia: Andrzej Rajkiewicz, Jakub Tarczykowski (Szczecin) |
| 1414 września 201618:00 | 4× · 4×                           | 34:23(17:14) | 5× · 3×                          | gospodarz Widzów: 520 Sędzia: Andrzej Rajkiewicz, Jakub Tarczykowski (Szczecin) |

| 914 września 201618:30 | NMC Górnik Zabrze   | 41:27(19:17) | Chrobry Głogów  | gospodarz Widzów: 550 Sędzia: Cezary Figarski, Dariusz Żak (Radom) |
| 914 września 201618:30 | Michał Adamuszek 10 | 41:27(19:17) | 7 Wiktor Kubała | gospodarz Widzów: 550 Sędzia: Cezary Figarski, Dariusz Żak (Radom) |
| 914 września 201618:30 | 5× · 4×             | 41:27(19:17) | 5× · 3×         | gospodarz Widzów: 550 Sędzia: Cezary Figarski, Dariusz Żak (Radom) |

| 1014 września 201618:30 | Piotrkowianin Piotrków Trybunalski | 25:28(10:19) | Wybrzeże Gdańsk                        | gospodarz Widzów: 690 Sędzia: Michał Kopiec (Siemianowice Śląskie) Marcin Zubek (Bytom) |
| 1014 września 201618:30 | Piotr Swat 4 Krystian Wędrak 4     | 25:28(10:19) | 6 Ramon Oliveira 6 Wojciech Prymlewicz | gospodarz Widzów: 690 Sędzia: Michał Kopiec (Siemianowice Śląskie) Marcin Zubek (Bytom) |
| 1014 września 201618:30 | 5× · 3×                            | 25:28(10:19) | 6× · 1× · 1×                           | gospodarz Widzów: 690 Sędzia: Michał Kopiec (Siemianowice Śląskie) Marcin Zubek (Bytom) |

| 1314 września 201618:30 | MMTS Kwidzyn     | 27:20(14:12) | Gwardia Opole                    | gospodarz Widzów: 1000 Sędzia: Jakub Jerlecki, Maciej Łabuń (Szczecin) |
| 1314 września 201618:30 | Mateusz Seroka 6 | 27:20(14:12) | 5 Ignacy Bąk 5 Mateusz Jankowski | gospodarz Widzów: 1000 Sędzia: Jakub Jerlecki, Maciej Łabuń (Szczecin) |
| 1314 września 201618:30 | 4× · 3×          | 27:20(14:12) | 3× · 2× · 1×                     | gospodarz Widzów: 1000 Sędzia: Jakub Jerlecki, Maciej Łabuń (Szczecin) |

### Seria 3 – 17.09.2016
| 1916 września 201620:00 | Stal Mielec                     | 21:18(10:6) | Meble Wójcik Elbląg | gospodarz Widzów: 299 Sędzia: Grzegorz Młyński (Zwoleń) Rafał Puszkarski (Legionowo) |
| 1916 września 201620:00 | Wiktor Kawka 5 Michał Chodara 5 | 21:18(10:6) | 8 Mikołaj Kupiec    | gospodarz Widzów: 299 Sędzia: Grzegorz Młyński (Zwoleń) Rafał Puszkarski (Legionowo) |
| 1916 września 201620:00 | 4× · 2×                         | 21:18(10:6) | 4× · 3×             | gospodarz Widzów: 299 Sędzia: Grzegorz Młyński (Zwoleń) Rafał Puszkarski (Legionowo) |

| 1617 września 201614:30 | Orlen Wisła Płock | 38:28(17:13) | Gwardia Opole     | gospodarz Widzów: 2200 Sędzia: Mariusz Marciniak, Piotr Radziszewski (Wolsztyn) |
| 1617 września 201614:30 | Tiago Rocha 6     | 38:28(17:13) | 6 Michał Lemaniak | gospodarz Widzów: 2200 Sędzia: Mariusz Marciniak, Piotr Radziszewski (Wolsztyn) |
| 1617 września 201614:30 | 5× · 3×           | 38:28(17:13) | 3× · 3×           | gospodarz Widzów: 2200 Sędzia: Mariusz Marciniak, Piotr Radziszewski (Wolsztyn) |

| 1717 września 201617:00 | MMTS Kwidzyn     | 25:23(11:12) | NMC Górnik Zabrze | gospodarz Widzów: 1000 Sędzia: Krzysztof Bąk, Kamil Ciesielski (Zielona Góra) |
| 1717 września 201617:00 | Mateusz Seroka 7 | 25:23(11:12) | 7 Marek Daćko     | gospodarz Widzów: 1000 Sędzia: Krzysztof Bąk, Kamil Ciesielski (Zielona Góra) |
| 1717 września 201617:00 | 3× · 3× · 1×     | 25:23(11:12) | 3× · 3×           | gospodarz Widzów: 1000 Sędzia: Krzysztof Bąk, Kamil Ciesielski (Zielona Góra) |

| 1817 września 201618:00 | KPR Legionowo                          | 31:26(18:11) | Chrobry Głogów   | gospodarz Widzów: 950 Sędzia: Paweł Kaszubski, Piotr Wojdyr (Gdańsk) |
| 1817 września 201618:00 | Antonio Pribanić 8 Wojciech Gumiński 8 | 31:26(18:11) | 8 Mariusz Gujski | gospodarz Widzów: 950 Sędzia: Paweł Kaszubski, Piotr Wojdyr (Gdańsk) |
| 1817 września 201618:00 | 9× · 3× · 1×                           | 31:26(18:11) | 10× · 4× · 1×    | gospodarz Widzów: 950 Sędzia: Paweł Kaszubski, Piotr Wojdyr (Gdańsk) |

| 2117 września 201618:00 | Azoty-Puławy       | 36:23(21:11) | Zagłębie Lubin                                    | gospodarz Widzów: 770 Sędzia: Dariusz Mroczkowski, Jakub Mroczkowski (Sierpc) |
| 2117 września 201618:00 | Rafał Przybylski 7 | 36:23(21:11) | 4 Michał Stankiewicz 4 Jan Czuwara 4 Nikola Džono | gospodarz Widzów: 770 Sędzia: Dariusz Mroczkowski, Jakub Mroczkowski (Sierpc) |
| 2117 września 201618:00 | 3× · 3×            | 36:23(21:11) | 4× · 3×                                           | gospodarz Widzów: 770 Sędzia: Dariusz Mroczkowski, Jakub Mroczkowski (Sierpc) |

| 1517 września 201618:30 | Vive Tauron Kielce  | 31:21(12:11) | Piotrkowianin Piotrków Trybunalski | gospodarz Widzów: 2500 Sędzia: Sebastian Pelc, Jakub Pretzlaf (Rzeszów) |
| 1517 września 201618:30 | Piotr Chrapkowski 5 | 31:21(12:11) | 5 Sebastian Iskra                  | gospodarz Widzów: 2500 Sędzia: Sebastian Pelc, Jakub Pretzlaf (Rzeszów) |
| 1517 września 201618:30 | 2× · 3×             | 31:21(12:11) | 6× · 3×                            | gospodarz Widzów: 2500 Sędzia: Sebastian Pelc, Jakub Pretzlaf (Rzeszów) |

| 2018 września 201618:00 | Wybrzeże Gdańsk    | 30:25(15:16) | Pogoń Szczecin   | gospodarz Widzów: 1158 Sędzia: Bartosz Leszczyński, Marcin Piechota (Płock) |
| 2018 września 201618:00 | Damian Kostrzewa 7 | 30:25(15:16) | 5 Kirył Kniazieu | gospodarz Widzów: 1158 Sędzia: Bartosz Leszczyński, Marcin Piechota (Płock) |
| 2018 września 201618:00 | 5× · 3× · 1×       | 30:25(15:16) | 6× · 3× · 1×     | gospodarz Widzów: 1158 Sędzia: Bartosz Leszczyński, Marcin Piechota (Płock) |

### Seria 4 – 21.09.2016
| 2220 września 201618:30 | Vive Tauron Kielce               | 35:23(19:10) | Stal Mielec     | gospodarz Widzów: 2200 Sędzia: Andrzej Kierczak (Pielgrzymowice) Tomasz Wrona (Kraków) |
| 2220 września 201618:30 | Karol Bielecki 6 Manuel Štrlek 6 | 35:23(19:10) | 6 Łukasz Janyst | gospodarz Widzów: 2200 Sędzia: Andrzej Kierczak (Pielgrzymowice) Tomasz Wrona (Kraków) |
| 2220 września 201618:30 | 4× · 2×                          | 35:23(19:10) | 1× · 3×         | gospodarz Widzów: 2200 Sędzia: Andrzej Kierczak (Pielgrzymowice) Tomasz Wrona (Kraków) |

| 2321 września 201620:00 | Orlen Wisła Płock  | 33:21(15:13) | NMC Górnik Zabrze | gospodarz Widzów: 3150 Sędzia: Paweł Kaszubski, Piotr Wojdyr (Gdańsk) |
| 2321 września 201620:00 | Valentin Ghionea 6 | 33:21(15:13) | 9 Jurij Gromyko   | gospodarz Widzów: 3150 Sędzia: Paweł Kaszubski, Piotr Wojdyr (Gdańsk) |
| 2321 września 201620:00 | 5× · 3×            | 33:21(15:13) | 6× · 4× · 1×      | gospodarz Widzów: 3150 Sędzia: Paweł Kaszubski, Piotr Wojdyr (Gdańsk) |

| 2523 września 201618:00 | Chrobry Głogów  | 25:26(13:13) | Azoty-Puławy      | gospodarz Widzów: 1000 Sędzia: Jakub Jerlecki, Maciej Łabuń (Szczecin) |
| 2523 września 201618:00 | Wiktor Kubała 8 | 25:26(13:13) | 6 Krzysztof Łyżwa | gospodarz Widzów: 1000 Sędzia: Jakub Jerlecki, Maciej Łabuń (Szczecin) |
| 2523 września 201618:00 | 6× · 3× · 1×    | 25:26(13:13) | 4× · 3×           | gospodarz Widzów: 1000 Sędzia: Jakub Jerlecki, Maciej Łabuń (Szczecin) |

| 2424 września 201618:00 | Piotrkowianin Piotrków Trybunalski | 25:28(13:14) | Pogoń Szczecin       | gospodarz Widzów: 670 Sędzia: Marek Baranowski (Warszawa) Bogdan Lemanowicz (Łąck) |
| 2424 września 201618:00 | Tomasz Mróz 7                      | 25:28(13:14) | 6 Wojciech Jedziniak | gospodarz Widzów: 670 Sędzia: Marek Baranowski (Warszawa) Bogdan Lemanowicz (Łąck) |
| 2424 września 201618:00 | 6× · 3× · 1×                       | 25:28(13:14) | 5× · 3× · 1×         | gospodarz Widzów: 670 Sędzia: Marek Baranowski (Warszawa) Bogdan Lemanowicz (Łąck) |

| 2624 września 201618:15 | MMTS Kwidzyn     | 23:20(9:9) | KPR Legionowo   | gospodarz Widzów: 1300 Sędzia: Andrzej Gratunik (Zielona Góra) Mariusz Wołowicz (Wtórek) |
| 2624 września 201618:15 | Mateusz Seroka 8 | 23:20(9:9) | 5 Witalij Titow | gospodarz Widzów: 1300 Sędzia: Andrzej Gratunik (Zielona Góra) Mariusz Wołowicz (Wtórek) |
| 2624 września 201618:15 | 4× · 3×          | 23:20(9:9) | 2× · 3×         | gospodarz Widzów: 1300 Sędzia: Andrzej Gratunik (Zielona Góra) Mariusz Wołowicz (Wtórek) |

| 2724 września 201618:30 | Gwardia Opole                         | 24:21(12:11) | Meble Wójcik Elbląg | gospodarz Widzów: 800 Sędzia: Andrzej Chrzan, Michał Janas (Tarnów) |
| 2724 września 201618:30 | Michał Lemaniak 5 Mateusz Jankowski 5 | 24:21(12:11) | 5 Daniel Żółtak     | gospodarz Widzów: 800 Sędzia: Andrzej Chrzan, Michał Janas (Tarnów) |
| 2724 września 201618:30 | 8× · 3×                               | 24:21(12:11) | 1×                  | gospodarz Widzów: 800 Sędzia: Andrzej Chrzan, Michał Janas (Tarnów) |

| 2825 września 201619:00 | Zagłębie Lubin | 26:27(14:13) | Wybrzeże Gdańsk    | gospodarz Widzów: 650 Sędzia: Sebastian Pelc, Jakub Pretzlaf (Rzeszów) |
| 2825 września 201619:00 | Nikola Džono 5 | 26:27(14:13) | 6 Damian Kostrzewa | gospodarz Widzów: 650 Sędzia: Sebastian Pelc, Jakub Pretzlaf (Rzeszów) |
| 2825 września 201619:00 | 3× · 3×        | 26:27(14:13) | 3× · 3×            | gospodarz Widzów: 650 Sędzia: Sebastian Pelc, Jakub Pretzlaf (Rzeszów) |

### Seria 5 – 28.09.2016
| 2928 września 201618:30 | Pogoń Szczecin     | 27:35(13:18) | Vive Tauron Kielce | gospodarz Widzów: 2000 Sędzia: Krzysztof Bąk, Kamil Ciesielski (Zielona Góra) |
| 2928 września 201618:30 | Tomasz Grzegorek 7 | 27:35(13:18) | 8 Karol Bielecki   | gospodarz Widzów: 2000 Sędzia: Krzysztof Bąk, Kamil Ciesielski (Zielona Góra) |
| 2928 września 201618:30 | 4× · 3×            | 27:35(13:18) | 2× · 3×            | gospodarz Widzów: 2000 Sędzia: Krzysztof Bąk, Kamil Ciesielski (Zielona Góra) |

| 3228 września 201618:30 | NMC Górnik Zabrze    | 24:13(9:8) | Meble Wójcik Elbląg | gospodarz Widzów: 700 Sędzia: Sebastian Pelc, Jakub Pretzlaf (Rzeszów) |
| 3228 września 201618:30 | Bartłomiej Tomczak 6 | 24:13(9:8) | 4 Marcin Szopa      | gospodarz Widzów: 700 Sędzia: Sebastian Pelc, Jakub Pretzlaf (Rzeszów) |
| 3228 września 201618:30 | 4× · 3×              | 24:13(9:8) | 3× · 3×             | gospodarz Widzów: 700 Sędzia: Sebastian Pelc, Jakub Pretzlaf (Rzeszów) |

| 3128 września 201619:00 | Azoty-Puławy                    | 33:21(19:10) | MMTS Kwidzyn        | gospodarz Widzów: 750 Sędzia: Marek Baranowski (Warszawa) Bogdan Lemanowicz (Łąck) |
| 3128 września 201619:00 | Krzysztof Łyżwa 6 Nikola Prce 6 | 33:21(19:10) | 6 Kelian Janikowski | gospodarz Widzów: 750 Sędzia: Marek Baranowski (Warszawa) Bogdan Lemanowicz (Łąck) |
| 3128 września 201619:00 | 1× · 3×                         | 33:21(19:10) | 3× · 3×             | gospodarz Widzów: 750 Sędzia: Marek Baranowski (Warszawa) Bogdan Lemanowicz (Łąck) |

| 3028 września 201620:00 | KPR Legionowo   | 23:33(13:16) | Orlen Wisła Płock | gospodarz Widzów: 1200 Sędzia: Cezary Figarski, Dariusz Żak (Radom) |
| 3028 września 201620:00 | Witalij Titow 8 | 23:33(13:16) | 6 Lovro Mihić     | gospodarz Widzów: 1200 Sędzia: Cezary Figarski, Dariusz Żak (Radom) |
| 3028 września 201620:00 | 6× · 3× · 1×    | 23:33(13:16) | 8× · 3×           | gospodarz Widzów: 1200 Sędzia: Cezary Figarski, Dariusz Żak (Radom) |

| 3430 września 201618:30 | Stal Mielec  | 23:31(14:11) | Gwardia Opole     | gospodarz Widzów: 265 Sędzia: Joanna Brehmer (Mikołów) Agnieszka Skowronek (Ruda Śląska) |
| 3430 września 201618:30 | Paweł Wilk 6 | 23:31(14:11) | 8 Michał Lemaniak | gospodarz Widzów: 265 Sędzia: Joanna Brehmer (Mikołów) Agnieszka Skowronek (Ruda Śląska) |
| 3430 września 201618:30 | 2× · 2×      | 23:31(14:11) | 2× · 3×           | gospodarz Widzów: 265 Sędzia: Joanna Brehmer (Mikołów) Agnieszka Skowronek (Ruda Śląska) |

| 331 października 201617:00 | Wybrzeże Gdańsk       | 26:28(15:11) | Chrobry Głogów     | gospodarz Widzów: 637 Sędzia: Igor Dębski, Artur Rodacki (Kielce) |
| 331 października 201617:00 | Wojciech Prymlewicz 6 | 26:28(15:11) | 8 Arkadiusz Miszka | gospodarz Widzów: 637 Sędzia: Igor Dębski, Artur Rodacki (Kielce) |
| 331 października 201617:00 | 6× · 3×               | 26:28(15:11) | 7× · 3×            | gospodarz Widzów: 637 Sędzia: Igor Dębski, Artur Rodacki (Kielce) |

| 351 października 201618:30 | Zagłębie Lubin | 24:26(13:13) | Piotrkowianin Piotrków Trybunalski | gospodarz Widzów: 490 (?) Sędzia: Mariusz Marciniak, Piotr Radziszewski (Wolsztyn) |
| 351 października 201618:30 | Jan Czuwara 7  | 24:26(13:13) | 6 Piotr Swat                       | gospodarz Widzów: 490 (?) Sędzia: Mariusz Marciniak, Piotr Radziszewski (Wolsztyn) |
| 351 października 201618:30 | 7× · 3×        | 24:26(13:13) | 6× · 3×                            | gospodarz Widzów: 490 (?) Sędzia: Mariusz Marciniak, Piotr Radziszewski (Wolsztyn) |

### Seria 6 – 08.10.2016
| 374 października 201618:30 | Vive Tauron Kielce | 34:23(18:10) | Gwardia Opole       | gospodarz Widzów: 1500 Sędzia: Michał Kopiec (Siemianowice Śląskie) Marcin Zubek (Bytom) |
| 374 października 201618:30 | Karol Bielecki 6   | 34:23(18:10) | 5 Przemysław Zadura | gospodarz Widzów: 1500 Sędzia: Michał Kopiec (Siemianowice Śląskie) Marcin Zubek (Bytom) |
| 374 października 201618:30 | 2× · 2×            | 34:23(18:10) | 3× · 3×             | gospodarz Widzów: 1500 Sędzia: Michał Kopiec (Siemianowice Śląskie) Marcin Zubek (Bytom) |

| 365 października 201618:30 | Orlen Wisła Płock  | 29:24(14:14) | Azoty-Puławy      | gospodarz Widzów: 2500 Sędzia: Krzysztof Bąk, Kamil Ciesielski (Zielona Góra) |
| 365 października 201618:30 | Marko Tarabochia 6 | 29:24(14:14) | 8 Krzysztof Łyżwa | gospodarz Widzów: 2500 Sędzia: Krzysztof Bąk, Kamil Ciesielski (Zielona Góra) |
| 365 października 201618:30 | 4× · 3×            | 29:24(14:14) | 2× · 2×           | gospodarz Widzów: 2500 Sędzia: Krzysztof Bąk, Kamil Ciesielski (Zielona Góra) |

| 385 października 201618:30 | NMC Górnik Zabrze                                    | 27:21(13:10) | Stal Mielec    | gospodarz Widzów: 700 Sędzia: Korneliusz Habierski, Grzegorz Skrobak (Głogów) |
| 385 października 201618:30 | Bartłomiej Tomczak 5 Iso Sluijters 5 Rafał Gliński 5 | 27:21(13:10) | 5 Wiktor Kawka | gospodarz Widzów: 700 Sędzia: Korneliusz Habierski, Grzegorz Skrobak (Głogów) |
| 385 października 201618:30 | 3× · 3×                                              | 27:21(13:10) | 5× · 3×        | gospodarz Widzów: 700 Sędzia: Korneliusz Habierski, Grzegorz Skrobak (Głogów) |

| 398 października 201618:00 | KPR Legionowo   | 28:25(10:13) | Meble Wójcik Elbląg | gospodarz Widzów: 900 Sędzia: Igor Dębski, Artur Rodacki (Kielce) |
| 398 października 201618:00 | Paweł Kowalik 7 | 28:25(10:13) | 8 Michał Tórz       | gospodarz Widzów: 900 Sędzia: Igor Dębski, Artur Rodacki (Kielce) |
| 398 października 201618:00 | 5× · 2×         | 28:25(10:13) | 6× · 2×             | gospodarz Widzów: 900 Sędzia: Igor Dębski, Artur Rodacki (Kielce) |

| 429 października 201618:00 | Chrobry Głogów      | 34:28(13:14) | Piotrkowianin Piotrków Trybunalski        | gospodarz Widzów: 1100 Sędzia: Andrzej Chrzan, Michał Janas (Tarnów) |
| 429 października 201618:00 | Arkadiusz Miszka 12 | 34:28(13:14) | 6 Szymon Woynowski 6 Stanisław Makowiejew | gospodarz Widzów: 1100 Sędzia: Andrzej Chrzan, Michał Janas (Tarnów) |
| 429 października 201618:00 | 4×                  | 34:28(13:14) | 4× · 3×                                   | gospodarz Widzów: 1100 Sędzia: Andrzej Chrzan, Michał Janas (Tarnów) |

| 409 października 201619:00 | MMTS Kwidzyn     | 31:23(15:13) | Wybrzeże Gdańsk  | gospodarz Widzów: 1450 Sędzia: Andrzej Rajkiewicz, Jakub Tarczykowski (Szczecin) |
| 409 października 201619:00 | Mateusz Seroka 8 | 31:23(15:13) | 6 Ramon Oliveira | gospodarz Widzów: 1450 Sędzia: Andrzej Rajkiewicz, Jakub Tarczykowski (Szczecin) |
| 409 października 201619:00 | 2× · 3×          | 31:23(15:13) | 4× · 3×          | gospodarz Widzów: 1450 Sędzia: Andrzej Rajkiewicz, Jakub Tarczykowski (Szczecin) |

| 4119 października 201618:00 | Zagłębie Lubin | 26:27(9:14) | Pogoń Szczecin | gospodarz Widzów: 358 Sędzia: Marek Baranowski (Warszawa) Bogdan Lemanowicz (Łąck) |
| 4119 października 201618:00 | Jan Czuwara 9  | 26:27(9:14) | 8 Paweł Krupa  | gospodarz Widzów: 358 Sędzia: Marek Baranowski (Warszawa) Bogdan Lemanowicz (Łąck) |
| 4119 października 201618:00 | 4× · 2×        | 26:27(9:14) | 3× · 3×        | gospodarz Widzów: 358 Sędzia: Marek Baranowski (Warszawa) Bogdan Lemanowicz (Łąck) |

### Seria 7 – 15.10.2016
| 4411 października 201618:30 | Wybrzeże Gdańsk    | 25:35(11:18) | Orlen Wisła Płock | Ergo Arena, Gdańsk Widzów: 1340 Sędzia: Jakub Jerlecki, Maciej Łabuń (Szczecin) |
| 4411 października 201618:30 | Damian Kostrzewa 6 | 25:35(11:18) | 8 Miljan Pušica   | Ergo Arena, Gdańsk Widzów: 1340 Sędzia: Jakub Jerlecki, Maciej Łabuń (Szczecin) |
| 4411 października 201618:30 | 4× · 3×            | 25:35(11:18) | 4× · 3×           | Ergo Arena, Gdańsk Widzów: 1340 Sędzia: Jakub Jerlecki, Maciej Łabuń (Szczecin) |

| 4312 października 201618:30 | Vive Tauron Kielce                   | 28:22(14:11) | Zagłębie Lubin                                                | gospodarz Widzów: 1200 Sędzia: Dariusz Mroczkowski, Jakub Mroczkowski (Sierpc) |
| 4312 października 201618:30 | Julen Aguinagalde 5 Karol Bielecki 5 | 28:22(14:11) | 5 Przemysław Mrozowicz 5 Tomasz Pietruszko 5 Arkadiusz Moryto | gospodarz Widzów: 1200 Sędzia: Dariusz Mroczkowski, Jakub Mroczkowski (Sierpc) |
| 4312 października 201618:30 | 4× · 3×                              | 28:22(14:11) | 7× · 3× · 1×                                                  | gospodarz Widzów: 1200 Sędzia: Dariusz Mroczkowski, Jakub Mroczkowski (Sierpc) |

| 4812 października 201618:30 | Meble Wójcik Elbląg | 26:31(12:15) | Azoty-Puławy      | gospodarz Widzów: 375 Sędzia: Bartosz Leszczyński, Marcin Piechota (Płock) |
| 4812 października 201618:30 | Jakub Moryń 8       | 26:31(12:15) | 9 Krzysztof Łyżwa | gospodarz Widzów: 375 Sędzia: Bartosz Leszczyński, Marcin Piechota (Płock) |
| 4812 października 201618:30 | 3× · 3× · 1×        | 26:31(12:15) | 5× · 3×           | gospodarz Widzów: 375 Sędzia: Bartosz Leszczyński, Marcin Piechota (Płock) |

| 4514 października 201618:30 | Gwardia Opole      | 29:27(16:15) | NMC Górnik Zabrze                 | gospodarz Widzów: 800 Sędzia: Cezary Figarski, Dariusz Żak (Radom) |
| 4514 października 201618:30 | Michał Lemaniak 10 | 29:27(16:15) | 6 Marek Daćko 6 Aleksandr Buszkow | gospodarz Widzów: 800 Sędzia: Cezary Figarski, Dariusz Żak (Radom) |
| 4514 października 201618:30 | 8× · 3× · 2×       | 29:27(16:15) | 6× · 3× · 1×                      | gospodarz Widzów: 800 Sędzia: Cezary Figarski, Dariusz Żak (Radom) |

| 4614 października 201619:30 | Stal Mielec      | 24:30(12:14) | KPR Legionowo   | gospodarz Widzów: 290 Sędzia: Andrzej Chrzan, Michał Janas (Tarnów) |
| 4614 października 201619:30 | Michał Chodara 7 | 24:30(12:14) | 9 Witalij Titow | gospodarz Widzów: 290 Sędzia: Andrzej Chrzan, Michał Janas (Tarnów) |
| 4614 października 201619:30 | 6× · 2×          | 24:30(12:14) | 4× · 3×         | gospodarz Widzów: 290 Sędzia: Andrzej Chrzan, Michał Janas (Tarnów) |

| 4715 października 201618:00 | Piotrkowianin Piotrków Trybunalski | 29:30 (pd.)(15:10, 26:26) | MMTS Kwidzyn      | gospodarz Widzów: 600 Sędzia: Rafał Puszkarski (Legionowo) Grzegorz Młyński (Zwoleń) |
| 4715 października 201618:00 | Stanisław Makowiejew 7             | 29:30 (pd.)(15:10, 26:26) | 8 Adrian Nogowski | gospodarz Widzów: 600 Sędzia: Rafał Puszkarski (Legionowo) Grzegorz Młyński (Zwoleń) |
| 4715 października 201618:00 | 4× · 3×                            | 29:30 (pd.)(15:10, 26:26) | 6× · 4×           | gospodarz Widzów: 600 Sędzia: Rafał Puszkarski (Legionowo) Grzegorz Młyński (Zwoleń) |

| 4916 października 201618:30 | Chrobry Głogów                          | 29:24(12:11) | Pogoń Szczecin | gospodarz Widzów: 1200 Sędzia: Andrzej Gratunik (Zielona Góra) Mariusz Wołowicz (Wtórek) |
| 4916 października 201618:30 | Arkadiusz Miszka 5 Damian Krzysztofik 5 | 29:24(12:11) | 8 Paweł Krupa  | gospodarz Widzów: 1200 Sędzia: Andrzej Gratunik (Zielona Góra) Mariusz Wołowicz (Wtórek) |
| 4916 października 201618:30 | 6× · 3×                                 | 29:24(12:11) | 5× · 3× · 1×   | gospodarz Widzów: 1200 Sędzia: Andrzej Gratunik (Zielona Góra) Mariusz Wołowicz (Wtórek) |

### Seria 8 – 22.10.2016
| 5018 października 201618:30 | NMC Górnik Zabrze | 36:27(10:18) | Vive Tauron Kielce | gospodarz Widzów: 1000 Sędzia: Bartosz Leszczyński, Marcin Piechota (Płock) |
| 5018 października 201618:30 | Marek Daćko 11    | 36:27(10:18) | 7 Tobias Reichmann | gospodarz Widzów: 1000 Sędzia: Bartosz Leszczyński, Marcin Piechota (Płock) |
| 5018 października 201618:30 | 7× · 3× · 1×      | 36:27(10:18) | 8× · 3×            | gospodarz Widzów: 1000 Sędzia: Bartosz Leszczyński, Marcin Piechota (Płock) |

| 5621 października 201619:00 | Wybrzeże Gdańsk       | 22:17(8:10) | Meble Wójcik Elbląg | gospodarz Widzów: 980 Sędzia: Marek Baranowski (Warszawa) Bogdan Lemanowicz (Łąck) |
| 5621 października 201619:00 | Wojciech Prymlewicz 6 | 22:17(8:10) | 5 Marcin Szopa      | gospodarz Widzów: 980 Sędzia: Marek Baranowski (Warszawa) Bogdan Lemanowicz (Łąck) |
| 5621 października 201619:00 | 4× · 3×               | 22:17(8:10) | 4× · 3×             | gospodarz Widzów: 980 Sędzia: Marek Baranowski (Warszawa) Bogdan Lemanowicz (Łąck) |

| 5221 października 201620:00 | KPR Legionowo      | 25:26(13:14) | Gwardia Opole       | gospodarz Widzów: 850 Sędzia: Sebastian Pelc, Jakub Pretzlaf (Rzeszów) |
| 5221 października 201620:00 | Antonio Pribanić 8 | 25:26(13:14) | 10 Antoni Łangowski | gospodarz Widzów: 850 Sędzia: Sebastian Pelc, Jakub Pretzlaf (Rzeszów) |
| 5221 października 201620:00 | 5× · 3×            | 25:26(13:14) | 7× · 3×             | gospodarz Widzów: 850 Sędzia: Sebastian Pelc, Jakub Pretzlaf (Rzeszów) |

| 5322 października 201617:00 | MMTS Kwidzyn      | 37:31(18:17) | Pogoń Szczecin  | gospodarz Widzów: 1200 Sędzia: Dariusz Mroczkowski, Jakub Mroczkowski (Sierpc) |
| 5322 października 201617:00 | Mateusz Seroka 10 | 37:31(18:17) | 9 Dawid Krysiak | gospodarz Widzów: 1200 Sędzia: Dariusz Mroczkowski, Jakub Mroczkowski (Sierpc) |
| 5322 października 201617:00 | 8× · 3× · 1×      | 37:31(18:17) | 4× · 3×         | gospodarz Widzów: 1200 Sędzia: Dariusz Mroczkowski, Jakub Mroczkowski (Sierpc) |

| 5422 października 201618:00 | Azoty-Puławy      | 29:22(15:11) | Stal Mielec  | gospodarz Widzów: 655 Sędzia: Andrzej Kierczak (Michałowice) Tomasz Wrona (Kraków) |
| 5422 października 201618:00 | Krzysztof Łyżwa 6 | 29:22(15:11) | 6 Paweł Wilk | gospodarz Widzów: 655 Sędzia: Andrzej Kierczak (Michałowice) Tomasz Wrona (Kraków) |
| 5422 października 201618:00 | 3× · 3×           | 29:22(15:11) | 4× · 3×      | gospodarz Widzów: 655 Sędzia: Andrzej Kierczak (Michałowice) Tomasz Wrona (Kraków) |

| 5122 października 201618:30 | Zagłębie Lubin     | 28:30(15:13) | Chrobry Głogów   | gospodarz Widzów: 1350 Sędzia: Jakub Jerlecki, Maciej Łabuń (Szczecin) |
| 5122 października 201618:30 | Arkadiusz Moryto 9 | 28:30(15:13) | 7 Grzegorz Sobut | gospodarz Widzów: 1350 Sędzia: Jakub Jerlecki, Maciej Łabuń (Szczecin) |
| 5122 października 201618:30 | 7× · 3× · 1×       | 28:30(15:13) | 4× · 3×          | gospodarz Widzów: 1350 Sędzia: Jakub Jerlecki, Maciej Łabuń (Szczecin) |

| 5523 października 201618:00 | Orlen Wisła Płock | 35:24(17:16) | Piotrkowianin Piotrków Trybunalski | gospodarz Widzów: 2100 Sędzia: Igor Dębski, Artur Rodacki (Kielce) |
| 5523 października 201618:00 | Lovro Mihić 8     | 35:24(17:16) | 5 Adam Pacześny                    | gospodarz Widzów: 2100 Sędzia: Igor Dębski, Artur Rodacki (Kielce) |
| 5523 października 201618:00 | 4× · 3×           | 35:24(17:16) | 3× · 3×                            | gospodarz Widzów: 2100 Sędzia: Igor Dębski, Artur Rodacki (Kielce) |

### Seria 9 – 26.10.2016
| 5825 października 201620:00 | Pogoń Szczecin  | 22:33(10:17) | Orlen Wisła Płock | gospodarz Widzów: 1200 Sędzia: Korneliusz Habierski, Grzegorz Skrobak (Głogów) |
| 5825 października 201620:00 | Tomasz Gębala 6 | 22:33(10:17) | 8 Paweł Krupa     | gospodarz Widzów: 1200 Sędzia: Korneliusz Habierski, Grzegorz Skrobak (Głogów) |
| 5825 października 201620:00 | 2× · 3×         | 22:33(10:17) | 2× · 3×           | gospodarz Widzów: 1200 Sędzia: Korneliusz Habierski, Grzegorz Skrobak (Głogów) |

| 5726 października 201618:00 | Chrobry Głogów | 24:39(14:21) | Vive Tauron Kielce | gospodarz Widzów: 1300 Sędzia: Joanna Brehmer (Mikołów) Agnieszka Skowronek (Ruda Śląska) |
| 5726 października 201618:00 | Szymon Sićko 6 | 24:39(14:21) | 9 Tobias Reichmann | gospodarz Widzów: 1300 Sędzia: Joanna Brehmer (Mikołów) Agnieszka Skowronek (Ruda Śląska) |
| 5726 października 201618:00 | 4× · 3×        | 24:39(14:21) | 3× · 2×            | gospodarz Widzów: 1300 Sędzia: Joanna Brehmer (Mikołów) Agnieszka Skowronek (Ruda Śląska) |

| 5926 października 201618:30 | Piotrkowianin Piotrków Trybunalski                  | 28:23(14:12) | Meble Wójcik Elbląg | gospodarz Widzów: 690 Sędzia: Marek Baranowski (Warszawa) Bogdan Lemanowicz (Łąck) |
| 5926 października 201618:30 | Sebastian Iskra 5 Adam Pacześny 5 Krystian Wędrak 5 | 28:23(14:12) | 7 Piotr Adamczak    | gospodarz Widzów: 690 Sędzia: Marek Baranowski (Warszawa) Bogdan Lemanowicz (Łąck) |
| 5926 października 201618:30 | 6× · 3×                                             | 28:23(14:12) | 4× · 3× · 1×        | gospodarz Widzów: 690 Sędzia: Marek Baranowski (Warszawa) Bogdan Lemanowicz (Łąck) |

| 6226 października 201619:00 | Azoty-Puławy           | 27:23(17:12) | Gwardia Opole   | gospodarz Widzów: 700 Sędzia: Grzegorz Młyński (Zwoleń) Rafał Puszkarski (Legionowo) |
| 6226 października 201619:00 | Przemysław Krajewski 7 | 27:23(17:12) | 5 Kamil Mokrzki | gospodarz Widzów: 700 Sędzia: Grzegorz Młyński (Zwoleń) Rafał Puszkarski (Legionowo) |
| 6226 października 201619:00 | 4× · 3×                | 27:23(17:12) | 5× · 3×         | gospodarz Widzów: 700 Sędzia: Grzegorz Młyński (Zwoleń) Rafał Puszkarski (Legionowo) |

| 6326 października 201619:00 | Stal Mielec   | 25:27(14:13) | Wybrzeże Gdańsk    | gospodarz Widzów: 290 Sędzia: Cezary Figarski, Dariusz Żak (Radom) |
| 6326 października 201619:00 | Paweł Wilk 12 | 25:27(14:13) | 10 Łukasz Rogulski | gospodarz Widzów: 290 Sędzia: Cezary Figarski, Dariusz Żak (Radom) |
| 6326 października 201619:00 | 10× · 3× · 3× | 25:27(14:13) | 9× · 4×            | gospodarz Widzów: 290 Sędzia: Cezary Figarski, Dariusz Żak (Radom) |

| 6026 października 201620:00 | KPR Legionowo      | 27:28(13:16) | NMC Górnik Zabrze | gospodarz Widzów: 500 Sędzia: Paweł Kaszubski, Piotr Wojdyr (Gdańsk) |
| 6026 października 201620:00 | Antonio Pribanić 7 | 27:28(13:16) | 6 Iso Slujters    | gospodarz Widzów: 500 Sędzia: Paweł Kaszubski, Piotr Wojdyr (Gdańsk) |
| 6026 października 201620:00 | 8× · 2×            | 27:28(13:16) | 4× · 4×           | gospodarz Widzów: 500 Sędzia: Paweł Kaszubski, Piotr Wojdyr (Gdańsk) |

| 6127 października 201618:00 | Zagłębie Lubin                    | 24:25(11:11) | MMTS Kwidzyn                     | gospodarz Widzów: 297 Sędzia: Krzysztof Bąk, Kamil Ciesielski (Zielona Góra) |
| 6127 października 201618:00 | Arkadiusz Moryto 5 Nikola Džono 5 | 24:25(11:11) | 6 Michał Peret 6 Michał Potoczny | gospodarz Widzów: 297 Sędzia: Krzysztof Bąk, Kamil Ciesielski (Zielona Góra) |
| 6127 października 201618:00 | 7× · 3×                           | 24:25(11:11) | 5× · 3× · 2×                     | gospodarz Widzów: 297 Sędzia: Krzysztof Bąk, Kamil Ciesielski (Zielona Góra) |

### Seria 10 – 11.11.2016
| 658 listopada 201618:30 | Vive Tauron Kielce | 32:26(14:13) | KPR Legionowo      | gospodarz Widzów: 1800 Sędzia: Andrzej Kierczak (Michałowice) Tomasz Wrona (Kraków) |
| 658 listopada 201618:30 | Paweł Paczkowski 5 | 32:26(14:13) | 10 Tomasz Kasprzak | gospodarz Widzów: 1800 Sędzia: Andrzej Kierczak (Michałowice) Tomasz Wrona (Kraków) |
| 658 listopada 201618:30 | 1× · 3×            | 32:26(14:13) | 2× · 3×            | gospodarz Widzów: 1800 Sędzia: Andrzej Kierczak (Michałowice) Tomasz Wrona (Kraków) |

| 698 listopada 201620:00 | Chrobry Głogów                   | 22:28(10:12) | MMTS Kwidzyn   | gospodarz Widzów: 1000 Sędzia: Andrzej Rajkiewicz (Szczecin) Jakub Tarczykowski (Osina) |
| 698 listopada 201620:00 | Kamil Sadowski 5 Marek Świtała 5 | 22:28(10:12) | 9 Marek Szpera | gospodarz Widzów: 1000 Sędzia: Andrzej Rajkiewicz (Szczecin) Jakub Tarczykowski (Osina) |
| 698 listopada 201620:00 | 5× · 3×                          | 22:28(10:12) | 7× · 2×        | gospodarz Widzów: 1000 Sędzia: Andrzej Rajkiewicz (Szczecin) Jakub Tarczykowski (Osina) |

| 6811 listopada 201617:00 | Stal Mielec           | 31:25(17:14) | Piotrkowianin Piotrków Trybunalski        | gospodarz Widzów: 299 Sędzia: Grzegorz Młyński (Zwoleń) Rafał Puszkarski (Legionowo) |
| 6811 listopada 201617:00 | Ołeksandr Kirilenko 7 | 31:25(17:14) | 5 Mateusz Góralski 5 Stanisław Makowiejew | gospodarz Widzów: 299 Sędzia: Grzegorz Młyński (Zwoleń) Rafał Puszkarski (Legionowo) |
| 6811 listopada 201617:00 | 5× · 3×               | 31:25(17:14) | 4× · 3×                                   | gospodarz Widzów: 299 Sędzia: Grzegorz Młyński (Zwoleń) Rafał Puszkarski (Legionowo) |

| 7011 listopada 201618:30 | Gwardia Opole                                       | 27:24(15:8) | Wybrzeże Gdańsk    | gospodarz Widzów: 800 Sędzia: Sebastian Pelc, Jakub Pretzlaf (Rzeszów) |
| 7011 listopada 201618:30 | Mateusz Morawski 5 Karol Siwak 5 Antoni Łangowski 5 | 27:24(15:8) | 7 Damian Kostrzewa | gospodarz Widzów: 800 Sędzia: Sebastian Pelc, Jakub Pretzlaf (Rzeszów) |
| 7011 listopada 201618:30 | 6× · 2× · 1×                                        | 27:24(15:8) | 4× · 3× · 1×       | gospodarz Widzów: 800 Sędzia: Sebastian Pelc, Jakub Pretzlaf (Rzeszów) |

| 6611 listopada 201619:00 | Azoty-Puławy      | 34:26(19:10) | NMC Górnik Zabrze | gospodarz Widzów: 770 Sędzia: Marek Baranowski (Warszawa) Bogdan Lemanowicz (Łąck) |
| 6611 listopada 201619:00 | Krzysztof Łyżwa 8 | 34:26(19:10) | 9 Marek Daćko     | gospodarz Widzów: 770 Sędzia: Marek Baranowski (Warszawa) Bogdan Lemanowicz (Łąck) |
| 6611 listopada 201619:00 | 4× · 3×           | 34:26(19:10) | 4× · 3×           | gospodarz Widzów: 770 Sędzia: Marek Baranowski (Warszawa) Bogdan Lemanowicz (Łąck) |

| 6412 listopada 201618:00 | Orlen Wisła Płock  | 35:16(16:7) | Zagłębie Lubin                    | gospodarz Widzów: 2500 Sędzia: Andrzej Chrzan, Michał Janas (Tarnów) |
| 6412 listopada 201618:00 | Valentin Ghionea 9 | 35:16(16:7) | 4 Arkadiusz Moryto 4 Nikola Džono | gospodarz Widzów: 2500 Sędzia: Andrzej Chrzan, Michał Janas (Tarnów) |
| 6412 listopada 201618:00 | 2× · 3×            | 35:16(16:7) | 3× · 2×                           | gospodarz Widzów: 2500 Sędzia: Andrzej Chrzan, Michał Janas (Tarnów) |

| 6712 listopada 201618:00 | Meble Wójcik Elbląg | 22:18(9:10) | Pogoń Szczecin               | gospodarz Widzów: 420 Sędzia: Paweł Kaszubski, Piotr Wojdyr (Gdańsk) |
| 6712 listopada 201618:00 | Jakub Moryń 5       | 22:18(9:10) | 5 Paweł Krupa 5 Michal Bruna | gospodarz Widzów: 420 Sędzia: Paweł Kaszubski, Piotr Wojdyr (Gdańsk) |
| 6712 listopada 201618:00 | 4× · 3×             | 22:18(9:10) | 8× · 3× · 3×                 | gospodarz Widzów: 420 Sędzia: Paweł Kaszubski, Piotr Wojdyr (Gdańsk) |

### Seria 11 – 19.11.2016
| 7316 listopada 201618:30 | NMC Górnik Zabrze | 30:28(20:14) | Wybrzeże Gdańsk  | gospodarz Widzów: 900 Sędzia: Bartosz Leszczyński, Marcin Piechota (Płock) |
| 7316 listopada 201618:30 | Iso Sluijters 8   | 30:28(20:14) | 8 Ramon Oliveira | gospodarz Widzów: 900 Sędzia: Bartosz Leszczyński, Marcin Piechota (Płock) |
| 7316 listopada 201618:30 | 6× · 2× · 1×      | 30:28(20:14) | 7× · 3×          | gospodarz Widzów: 900 Sędzia: Bartosz Leszczyński, Marcin Piechota (Płock) |

| 7216 listopada 201620:00 | KPR Legionowo | 27:30(13:15) | Azoty-Puławy                   | gospodarz Widzów: 900 Sędzia: Damian Demczuk, Tomasz Rosik (Lubin) |
| 7216 listopada 201620:00 | Kamil Ciok 7  | 27:30(13:15) | 6 Rafał Przybylski 6 Jan Sobol | gospodarz Widzów: 900 Sędzia: Damian Demczuk, Tomasz Rosik (Lubin) |
| 7216 listopada 201620:00 | 2× · 3×       | 27:30(13:15) | 4× · 3×                        | gospodarz Widzów: 900 Sędzia: Damian Demczuk, Tomasz Rosik (Lubin) |

| 7118 listopada 201618:00 | MMTS Kwidzyn                                  | 27:32(17:18) | Vive Tauron Kielce | gospodarz Widzów: 1500 Sędzia: Jakub Jerlecki, Maciej Łabuń (Szczecin) |
| 7118 listopada 201618:00 | Paweł Genda 6 Michał Peret 6 Mateusz Seroka 6 | 27:32(17:18) | 6 Karol Bielecki   | gospodarz Widzów: 1500 Sędzia: Jakub Jerlecki, Maciej Łabuń (Szczecin) |
| 7118 listopada 201618:00 | 7× · 3×                                       | 27:32(17:18) | 6× · 3×            | gospodarz Widzów: 1500 Sędzia: Jakub Jerlecki, Maciej Łabuń (Szczecin) |

| 7619 listopada 201617:00 | Stal Mielec   | 32:25(12:13) | Pogoń Szczecin | gospodarz Widzów: 299 Sędzia: Igor Dębski, Artur Rodacki (Kielce) |
| 7619 listopada 201617:00 | Piotr Krępa 7 | 32:25(12:13) | 6 Michal Bruna | gospodarz Widzów: 299 Sędzia: Igor Dębski, Artur Rodacki (Kielce) |
| 7619 listopada 201617:00 | 3× · 3×       | 32:25(12:13) | 5× · 3× · 1×   | gospodarz Widzów: 299 Sędzia: Igor Dębski, Artur Rodacki (Kielce) |

| 7519 listopada 201619:00 | Piotrkowianin Piotrków Trybunalski | 34:39(17:19) | Gwardia Opole                                           | gospodarz Widzów: 700 Sędzia: Joanna Brehmer (Mikołów) Agnieszka Skowronek (Ruda Śląska) |
| 7519 listopada 201619:00 | Piotr Swat 8                       | 34:39(17:19) | 7 Antoni Łangowski 7 Michał Lemaniak 7 Mateusz Morawski | gospodarz Widzów: 700 Sędzia: Joanna Brehmer (Mikołów) Agnieszka Skowronek (Ruda Śląska) |
| 7519 listopada 201619:00 | 1× · 3×                            | 34:39(17:19) | 5× · 3×                                                 | gospodarz Widzów: 700 Sędzia: Joanna Brehmer (Mikołów) Agnieszka Skowronek (Ruda Śląska) |

| 7420 listopada 201616:00 | Zagłębie Lubin     | 29:19(16:9) | Meble Wójcik Elbląg                 | gospodarz Widzów: 830 Sędzia: Mariusz Marciniak, Piotr Radziszewski (Wolsztyn) |
| 7420 listopada 201616:00 | Arkadiusz Moryto 6 | 29:19(16:9) | 5 Bartosz Janiszewski 5 Jakub Moryń | gospodarz Widzów: 830 Sędzia: Mariusz Marciniak, Piotr Radziszewski (Wolsztyn) |
| 7420 listopada 201616:00 | 8× · 2×            | 29:19(16:9) | 6× · 3×                             | gospodarz Widzów: 830 Sędzia: Mariusz Marciniak, Piotr Radziszewski (Wolsztyn) |

| 7720 listopada 201618:00 | Orlen Wisła Płock                  | 37:20(19:6) | Chrobry Głogów | gospodarz Widzów: 2000 Sędzia: Andrzej Gratunik (Zielona Góra) Mariusz Wołowicz (Wtórek) |
| 7720 listopada 201618:00 | Valentin Ghionea 7 Michał Daszek 7 | 37:20(19:6) | Szymon Sićko   | gospodarz Widzów: 2000 Sędzia: Andrzej Gratunik (Zielona Góra) Mariusz Wołowicz (Wtórek) |
| 7720 listopada 201618:00 | 3× · 3× · 1×                       | 37:20(19:6) | 5× · 3×        | gospodarz Widzów: 2000 Sędzia: Andrzej Gratunik (Zielona Góra) Mariusz Wołowicz (Wtórek) |

### Seria 12 – 26.11.2016
| 8222 listopada 201618:30 | Orlen Wisła Płock                         | 39:37 (pd.)(17:12, 30:30, 34:34, k. 5:3) | MMTS Kwidzyn                      | gospodarz Widzów: 2200 Sędzia: Korneliusz Habierski, Grzegorz Skrobak (Głogów) |
| 8222 listopada 201618:30 | Michał Daszek 6 Lovro Mihić 6             | 39:37 (pd.)(17:12, 30:30, 34:34, k. 5:3) | 7 Mateusz Seroka                  | gospodarz Widzów: 2200 Sędzia: Korneliusz Habierski, Grzegorz Skrobak (Głogów) |
| 8222 listopada 201618:30 | 4× · 3×                                   | 39:37 (pd.)(17:12, 30:30, 34:34, k. 5:3) | 6× · 2× · 1×                      | gospodarz Widzów: 2200 Sędzia: Korneliusz Habierski, Grzegorz Skrobak (Głogów) |
| 8222 listopada 201618:30 | Daszek , Ghionea , Rocha , Duarte , Mihić | Rzuty karne                              | Ossowski, Nogowski, Seroka, Peret | gospodarz Widzów: 2200 Sędzia: Korneliusz Habierski, Grzegorz Skrobak (Głogów) |

| 7923 listopada 201618:30 | Vive Tauron Kielce   | 39:38 (pd.)(19:14, 33:33) | Azoty-Puławy   | gospodarz Widzów: 2700 Sędzia: Bartosz Leszczyński, Marcin Piechota (Płock) |
| 7923 listopada 201618:30 | Mariusz Jurkiewicz 8 | 39:38 (pd.)(19:14, 33:33) | 12 Nikola Prce | gospodarz Widzów: 2700 Sędzia: Bartosz Leszczyński, Marcin Piechota (Płock) |
| 7923 listopada 201618:30 | 4× · 3×              | 39:38 (pd.)(19:14, 33:33) | 6× · 3×        | gospodarz Widzów: 2700 Sędzia: Bartosz Leszczyński, Marcin Piechota (Płock) |

| 8126 listopada 201617:00 | Wybrzeże Gdańsk  | 26:20(13:8) | KPR Legionowo   | gospodarz Widzów: 879 Sędzia: Jakub Jerlecki, Maciej Łabuń (Szczecin) |
| 8126 listopada 201617:00 | Mateusz Wróbel 8 | 26:20(13:8) | 7 Witalij Titow | gospodarz Widzów: 879 Sędzia: Jakub Jerlecki, Maciej Łabuń (Szczecin) |
| 8126 listopada 201617:00 | 5× · 3×          | 26:20(13:8) | 5× · 2×         | gospodarz Widzów: 879 Sędzia: Jakub Jerlecki, Maciej Łabuń (Szczecin) |

| 8427 listopada 201617:00 | Zagłębie Lubin     | 28:23(13:11) | Stal Mielec   | gospodarz Widzów: 676 Sędzia: Joanna Brehmer (Mikołów) Agnieszka Skowronek (Ruda Śląska) |
| 8427 listopada 201617:00 | Arkadiusz Moryto 6 | 28:23(13:11) | Łukasz Janyst | gospodarz Widzów: 676 Sędzia: Joanna Brehmer (Mikołów) Agnieszka Skowronek (Ruda Śląska) |
| 8427 listopada 201617:00 | 8× · 3× · 2×       | 28:23(13:11) | 6× · 3×       | gospodarz Widzów: 676 Sędzia: Joanna Brehmer (Mikołów) Agnieszka Skowronek (Ruda Śląska) |

| 7827 listopada 201618:00 | Chrobry Głogów   | 28:23(15:9) | Meble Wójcik Elbląg | gospodarz Widzów: 1000 Sędzia: Krzysztof Bąk, Kamil Ciesielski (Zielona Góra) |
| 7827 listopada 201618:00 | Kamil Sadowski 5 | 28:23(15:9) | 5 Jakub Moryń       | gospodarz Widzów: 1000 Sędzia: Krzysztof Bąk, Kamil Ciesielski (Zielona Góra) |
| 7827 listopada 201618:00 | 6× · 3×          | 28:23(15:9) | 4× · 3× · 1×        | gospodarz Widzów: 1000 Sędzia: Krzysztof Bąk, Kamil Ciesielski (Zielona Góra) |

| 8330 listopada 201618:30 | NMC Górnik Zabrze   | 32:25(16:13) | Piotrkowianin Piotrków Trybunalski  | gospodarz Widzów: 350 Sędzia: Andrzej Chrzan, Michał Janas (Tarnów) |
| 8330 listopada 201618:30 | Michał Adamuszek 11 | 32:25(16:13) | 4 Stanisław Makowiejew 4 Piotr Swat | gospodarz Widzów: 350 Sędzia: Andrzej Chrzan, Michał Janas (Tarnów) |
| 8330 listopada 201618:30 | 5× · 2×             | 32:25(16:13) | 4× · 2×                             | gospodarz Widzów: 350 Sędzia: Andrzej Chrzan, Michał Janas (Tarnów) |

| 801 lutego 201718:00 | Pogoń Szczecin | 25:30(12:11) | Gwardia Opole       | gospodarz Widzów: 400 Sędzia: Damian Demczuk, Tomasz Rosik (Lubin) |
| 801 lutego 201718:00 | Michal Bruna 5 | 25:30(12:11) | 7 Przemysław Zadura | gospodarz Widzów: 400 Sędzia: Damian Demczuk, Tomasz Rosik (Lubin) |
| 801 lutego 201718:00 | 4× · 3×        | 25:30(12:11) | 9× · 3×             | gospodarz Widzów: 400 Sędzia: Damian Demczuk, Tomasz Rosik (Lubin) |

### Seria 13 – 07.12.2016
| 926 grudnia 201618:30 | Vive Tauron Kielce  | 26:23(13:11) | Orlen Wisła Płock  | gospodarz Widzów: 4000 Sędzia: Andrzej Chrzan, Michał Janas (Tarnów) |
| 926 grudnia 201618:30 | Julen Aguinagalde 5 | 26:23(13:11) | 5 Dmitrij Żytnikow | gospodarz Widzów: 4000 Sędzia: Andrzej Chrzan, Michał Janas (Tarnów) |
| 926 grudnia 201618:30 | 6× · 4×             | 26:23(13:11) | 9× · 4× · 2×       | gospodarz Widzów: 4000 Sędzia: Andrzej Chrzan, Michał Janas (Tarnów) |

| 967 grudnia 201618:00 | Zagłębie Lubin | 26:28(16:10) | Gwardia Opole | gospodarz Widzów: 370 Sędzia: Jakub Jerlecki, Maciej Łabuń (Szczecin) |
| 967 grudnia 201618:00 | Nikola Džono 6 | 26:28(16:10) | 7 Karol Siwak | gospodarz Widzów: 370 Sędzia: Jakub Jerlecki, Maciej Łabuń (Szczecin) |
| 967 grudnia 201618:00 | 8× · 3× · 1×   | 26:28(16:10) | 7× · 3×       | gospodarz Widzów: 370 Sędzia: Jakub Jerlecki, Maciej Łabuń (Szczecin) |

| 937 grudnia 201618:30 | Meble Wójcik Elbląg                    | 21:23(10:14) | MMTS Kwidzyn                                      | gospodarz Widzów: 400 Sędzia: Bartosz Leszczyński, Marcin Piechota (Płock) |
| 937 grudnia 201618:30 | Piotr Adamczak 6 Bartosz Janiszewski 6 | 21:23(10:14) | 5 Mateusz Seroka 5 Michał Peret 5 Michał Potoczny | gospodarz Widzów: 400 Sędzia: Bartosz Leszczyński, Marcin Piechota (Płock) |
| 937 grudnia 201618:30 | 3× · 3×                                | 21:23(10:14) | 2× · 3×                                           | gospodarz Widzów: 400 Sędzia: Bartosz Leszczyński, Marcin Piechota (Płock) |

| 957 grudnia 201618:30 | NMC Górnik Zabrze    | 37:26(18:11) | Pogoń Szczecin                   | gospodarz Widzów: 550 Sędzia: Andrzej Kierczak (Michałowice) Tomasz Wrona (Kraków) |
| 957 grudnia 201618:30 | Bartłomiej Tomczak 9 | 37:26(18:11) | 6 Michal Bruna 6 Mariusz Jurasik | gospodarz Widzów: 550 Sędzia: Andrzej Kierczak (Michałowice) Tomasz Wrona (Kraków) |
| 957 grudnia 201618:30 | 2× · 3×              | 37:26(18:11) | 4× · 3× · 1×                     | gospodarz Widzów: 550 Sędzia: Andrzej Kierczak (Michałowice) Tomasz Wrona (Kraków) |

| 977 grudnia 201618:30 | Wybrzeże Gdańsk    | 23:28(12:12) | Azoty-Puławy      | gospodarz Widzów: 570 Sędzia: Dariusz Mroczkowski, Jakub Mroczkowski (Sierpc) |
| 977 grudnia 201618:30 | Damian Kostrzewa 6 | 23:28(12:12) | 6 Bartosz Jurecki | gospodarz Widzów: 570 Sędzia: Dariusz Mroczkowski, Jakub Mroczkowski (Sierpc) |
| 977 grudnia 201618:30 | 5× · 3×            | 23:28(12:12) | 7× · 3×           | gospodarz Widzów: 570 Sędzia: Dariusz Mroczkowski, Jakub Mroczkowski (Sierpc) |

| 947 grudnia 201620:00 | KPR Legionowo                         | 30:33(11:17) | Piotrkowianin Piotrków Trybunalski | gospodarz Widzów: 150 Sędzia: Igor Dębski, Artur Rodacki (Kielce) |
| 947 grudnia 201620:00 | Tomasz Kasprzak 7 Wojciech Gumiński 7 | 30:33(11:17) | 9 Sebastian Iskra                  | gospodarz Widzów: 150 Sędzia: Igor Dębski, Artur Rodacki (Kielce) |
| 947 grudnia 201620:00 | 5× · 2×                               | 30:33(11:17) | 4× · 3× · 1×                       | gospodarz Widzów: 150 Sędzia: Igor Dębski, Artur Rodacki (Kielce) |

| 988 grudnia 201618:00 | Chrobry Głogów    | 18:21(9:11) | Stal Mielec     | gospodarz Widzów: 1000 Sędzia: Michał Kopiec (Siemianowice Śląskie) Marcin Zubek (Bytom) |
| 988 grudnia 201618:00 | Mariusz Gujski 11 | 18:21(9:11) | 6 Michał Wypych | gospodarz Widzów: 1000 Sędzia: Michał Kopiec (Siemianowice Śląskie) Marcin Zubek (Bytom) |
| 988 grudnia 201618:00 | 3× · 2×           | 18:21(9:11) | 4× · 3×         | gospodarz Widzów: 1000 Sędzia: Michał Kopiec (Siemianowice Śląskie) Marcin Zubek (Bytom) |

## Runda zasadnicza — wiosenna

### Seria 14 – 03.12.2016[94]
| 8529 listopada 201618:30 | Vive Tauron Kielce  | 33:25(16:14) | Wybrzeże Gdańsk                    | gospodarz Widzów: 1900 Sędzia: Michał Kopiec (Siemianowice Śląskie) Marcin Zubek (Bytom) |
| 8529 listopada 201618:30 | Julen Aguinagalde 8 | 33:25(16:14) | 6 Ramon Oliveira 6 Paweł Niewrzawa | gospodarz Widzów: 1900 Sędzia: Michał Kopiec (Siemianowice Śląskie) Marcin Zubek (Bytom) |
| 8529 listopada 201618:30 | 1× · 2×             | 33:25(16:14) | 5× · 3×                            | gospodarz Widzów: 1900 Sędzia: Michał Kopiec (Siemianowice Śląskie) Marcin Zubek (Bytom) |

| 8630 listopada 201618:00 | Orlen Wisła Płock                    | 36:22(18:12) | Meble Wójcik Elbląg   | gospodarz Widzów: 2200 Sędzia: Andrzej Rajkiewicz (Szczecin) Jakub Tarczykowski (Osina) |
| 8630 listopada 201618:00 | Valentin Ghionea 5 Adam Wiśniewski 5 | 36:22(18:12) | 7 Bartosz Janiszewski | gospodarz Widzów: 2200 Sędzia: Andrzej Rajkiewicz (Szczecin) Jakub Tarczykowski (Osina) |
| 8630 listopada 201618:00 | 2× · 3×                              | 36:22(18:12) | 2× · 3×               | gospodarz Widzów: 2200 Sędzia: Andrzej Rajkiewicz (Szczecin) Jakub Tarczykowski (Osina) |

| 8830 listopada 201618:30 | MMTS Kwidzyn                                                      | 25:26(11:13) | Stal Mielec     | gospodarz Widzów: 1200 Sędzia: Marek Baranowski (Warszawa) Bogdan Lemanowicz (Łąck) |
| 8830 listopada 201618:30 | Mateusz Seroka 4 Adrian Nogowski 4 Kamil Krieger 4 Marek Szpera 4 | 25:26(11:13) | 8 Michał Wypych | gospodarz Widzów: 1200 Sędzia: Marek Baranowski (Warszawa) Bogdan Lemanowicz (Łąck) |
| 8830 listopada 201618:30 | 2× · 3×                                                           | 25:26(11:13) | 5× · 3×         | gospodarz Widzów: 1200 Sędzia: Marek Baranowski (Warszawa) Bogdan Lemanowicz (Łąck) |

| 873 grudnia 201618:00 | Piotrkowianin Piotrków Trybunalski       | 29:31(13:16) | Azoty-Puławy        | gospodarz Widzów: 700 Sędzia: Paweł Kaszubski, Piotr Wojdyr (Gdańsk) |
| 873 grudnia 201618:00 | Stanisław Makowiejew 7 Sebastian Iskra 7 | 29:31(13:16) | 10 Rafał Przybylski | gospodarz Widzów: 700 Sędzia: Paweł Kaszubski, Piotr Wojdyr (Gdańsk) |
| 873 grudnia 201618:00 | 5× · 3×                                  | 29:31(13:16) | 5× · 2×             | gospodarz Widzów: 700 Sędzia: Paweł Kaszubski, Piotr Wojdyr (Gdańsk) |

| 8918 lutego 201718:30 | Pogoń Szczecin   | 25:23(13:13) | KPR Legionowo    | gospodarz Widzów: 350 Sędzia: Mariusz Marciniak, Piotr Radziszewski (Wolsztyn) |
| 8918 lutego 201718:30 | Bartosz Konitz 8 | 25:23(13:13) | 10 Witalij Titow | gospodarz Widzów: 350 Sędzia: Mariusz Marciniak, Piotr Radziszewski (Wolsztyn) |
| 8918 lutego 201718:30 | 11× · 3× · 1×    | 25:23(13:13) | 5× · 3× · 1×     | gospodarz Widzów: 350 Sędzia: Mariusz Marciniak, Piotr Radziszewski (Wolsztyn) |

| 903 grudnia 201618:30 | Gwardia Opole     | 23:29(12:13) | Chrobry Głogów  | gospodarz Widzów: 700 Sędzia: Andrzej Rajkiewicz (Szczecin) Jakub Tarczykowski (Osina) |
| 903 grudnia 201618:30 | Michał Lemaniak 6 | 23:29(12:13) | 5 Kaml Sadowski | gospodarz Widzów: 700 Sędzia: Andrzej Rajkiewicz (Szczecin) Jakub Tarczykowski (Osina) |
| 903 grudnia 201618:30 | 6× · 3×           | 23:29(12:13) | 6× · 3× · 1×    | gospodarz Widzów: 700 Sędzia: Andrzej Rajkiewicz (Szczecin) Jakub Tarczykowski (Osina) |

| 9127 stycznia 201718:45 | Zagłębie Lubin     | 23:31(12:17) | NMC Górnik Zabrze | gospodarz Widzów: 1891 Sędzia: Sebastian Pelc, Jakub Pretzlaf (Rzeszów) |
| 9127 stycznia 201718:45 | Arkadiusz Moryto 6 | 23:31(12:17) | 9 Iso Sluijters   | gospodarz Widzów: 1891 Sędzia: Sebastian Pelc, Jakub Pretzlaf (Rzeszów) |
| 9127 stycznia 201718:45 | 6× · 3× · 1×       | 23:31(12:17) | 3×                | gospodarz Widzów: 1891 Sędzia: Sebastian Pelc, Jakub Pretzlaf (Rzeszów) |

### Seria 15 – 10.12.2016
| 999 grudnia 201618:30 | Vive Tauron Kielce  | 36:21(19:9) | Meble Wójcik Elbląg   | gospodarz Widzów: 2200 Sędzia: Marek Baranowski (Warszawa) Bogdan Lemanowicz (Łąck) |
| 999 grudnia 201618:30 | Julen Aguinagalde 7 | 36:21(19:9) | 5 Bartosz Janiszewski | gospodarz Widzów: 2200 Sędzia: Marek Baranowski (Warszawa) Bogdan Lemanowicz (Łąck) |
| 999 grudnia 201618:30 | 1× · 3×             | 36:21(19:9) | 4× · 3×               | gospodarz Widzów: 2200 Sędzia: Marek Baranowski (Warszawa) Bogdan Lemanowicz (Łąck) |

| 10210 grudnia 201618:00 | Azoty-Puławy       | 34:25(15:11) | Pogoń Szczecin | gospodarz Widzów: 711 Sędzia: Cezary Figarski, Dariusz Żak (Radom) |
| 10210 grudnia 201618:00 | Rafał Przybylski 8 | 34:25(15:11) | 7 Paweł Krupa  | gospodarz Widzów: 711 Sędzia: Cezary Figarski, Dariusz Żak (Radom) |
| 10210 grudnia 201618:00 | 5× · 3×            | 34:25(15:11) | 2× · 3×        | gospodarz Widzów: 711 Sędzia: Cezary Figarski, Dariusz Żak (Radom) |

| 10310 grudnia 201618:30 | Gwardia Opole      | 23:28(10:13) | MMTS Kwidzyn     | gospodarz Widzów: 800 Sędzia: Krzysztof Bąk, Kamil Ciesielski (Zielona Góra) |
| 10310 grudnia 201618:30 | Antoni Łangowski 6 | 23:28(10:13) | 9 Mateusz Seroka | gospodarz Widzów: 800 Sędzia: Krzysztof Bąk, Kamil Ciesielski (Zielona Góra) |
| 10310 grudnia 201618:30 | 6× · 3×            | 23:28(10:13) | 5× · 3×          | gospodarz Widzów: 800 Sędzia: Krzysztof Bąk, Kamil Ciesielski (Zielona Góra) |

| 10411 grudnia 201615:00 | KPR Legionowo   | 26:25(13:12) | Zagłębie Lubin      | gospodarz Widzów: 170 Sędzia: Paweł Kaszubski, Piotr Wojdyr (Gdańsk) |
| 10411 grudnia 201615:00 | Witalij Titow 8 | 26:25(13:12) | 8 Mikołaj Szymyślik | gospodarz Widzów: 170 Sędzia: Paweł Kaszubski, Piotr Wojdyr (Gdańsk) |
| 10411 grudnia 201615:00 | 7× · 2×         | 26:25(13:12) | 11× · 3× · 1×       | gospodarz Widzów: 170 Sędzia: Paweł Kaszubski, Piotr Wojdyr (Gdańsk) |

| 10011 grudnia 201617:00 | Wybrzeże Gdańsk   | 31:20(17:9) | Piotrkowianin Piotrków Trybunalski | gospodarz Widzów: 650 Sędzia: Jakub Jerlecki, Maciej Łabuń (Szczecin) |
| 10011 grudnia 201617:00 | Paweł Niewrzawa 6 | 31:20(17:9) | 8 Stanisław Makowiejew             | gospodarz Widzów: 650 Sędzia: Jakub Jerlecki, Maciej Łabuń (Szczecin) |
| 10011 grudnia 201617:00 | 5× · 2×           | 31:20(17:9) | 3× · 3×                            | gospodarz Widzów: 650 Sędzia: Jakub Jerlecki, Maciej Łabuń (Szczecin) |

| 10111 grudnia 201618:30 | Stal Mielec                                        | 20:34(8:18) | Orlen Wisła Płock | gospodarz Widzów: 299 Sędzia: Andrzej Gratunik (Zielona Góra) Mariusz Wołowicz (Wtórek) |
| 10111 grudnia 201618:30 | Ołeksandr Kirilenko 3 Michał Wypych 3 Paweł Wilk 3 | 20:34(8:18) | 9 Michał Daszek   | gospodarz Widzów: 299 Sędzia: Andrzej Gratunik (Zielona Góra) Mariusz Wołowicz (Wtórek) |
| 10111 grudnia 201618:30 | 4× · 3×                                            | 20:34(8:18) | 1× · 2×           | gospodarz Widzów: 299 Sędzia: Andrzej Gratunik (Zielona Góra) Mariusz Wołowicz (Wtórek) |

| 10512 grudnia 201618:00 | Chrobry Głogów       | 29:26(12:12) | NMC Górnik Zabrze    | gospodarz Widzów: 1100 Sędzia: Mariusz Marciniak, Piotr Radziszewski (Wolsztyn) |
| 10512 grudnia 201618:00 | Damian Krzysztofik 8 | 29:26(12:12) | 6 Bartłomiej Tomczak | gospodarz Widzów: 1100 Sędzia: Mariusz Marciniak, Piotr Radziszewski (Wolsztyn) |
| 10512 grudnia 201618:00 | 3× · 3×              | 29:26(12:12) | 4× · 3×              | gospodarz Widzów: 1100 Sędzia: Mariusz Marciniak, Piotr Radziszewski (Wolsztyn) |

### Seria 16 – 08.02.2017
| 1062 lutego 201718:30 | Piotrkowianin Piotrków Trybunalski | 19:30(12:15) | Vive Tauron Kielce                 | gospodarz Widzów: 700 Sędzia: Andrzej Chrzan, Michał Janas (Tarnów) |
| 1062 lutego 201718:30 | Stanisław Makowiejew 8             | 19:30(12:15) | 6 Krzysztof Lijewski 6 Darko Đukić | gospodarz Widzów: 700 Sędzia: Andrzej Chrzan, Michał Janas (Tarnów) |
| 1062 lutego 201718:30 | 5× · 3×                            | 19:30(12:15) | 2× · 3×                            | gospodarz Widzów: 700 Sędzia: Andrzej Chrzan, Michał Janas (Tarnów) |

| 1087 lutego 201720:15 | NMC Górnik Zabrze             | 28:29(18:14) | MMTS Kwidzyn   | gospodarz Widzów: 850 Sędzia: Andrzej Kierczak (Michałowice) Tomasz Wrona (Kraków) |
| 1087 lutego 201720:15 | Iso Sluijters 5 Marek Daćko 5 | 28:29(18:14) | Mateusz Seroka | gospodarz Widzów: 850 Sędzia: Andrzej Kierczak (Michałowice) Tomasz Wrona (Kraków) |
| 1087 lutego 201720:15 | 6× · 2×                       | 28:29(18:14) | 5× · 3×        | gospodarz Widzów: 850 Sędzia: Andrzej Kierczak (Michałowice) Tomasz Wrona (Kraków) |

| 1078 lutego 201718:00 | Zagłębie Lubin                   | 28:30(16:18) | Azoty-Puławy              | gospodarz Widzów: 812 Sędzia: Andrzej Kierczak (Michałowice) Tomasz Wrona (Kraków) |
| 1078 lutego 201718:00 | Jan Czuwara 6 Arkadiusz Moryto 6 | 28:30(16:18) | 6 Nikola Prce 6 Jan Sobol | gospodarz Widzów: 812 Sędzia: Andrzej Kierczak (Michałowice) Tomasz Wrona (Kraków) |
| 1078 lutego 201718:00 | 7× · 3× · 1×                     | 28:30(16:18) | 5× · 3×                   | gospodarz Widzów: 812 Sędzia: Andrzej Kierczak (Michałowice) Tomasz Wrona (Kraków) |

| 1108 lutego 201718:00 | Chrobry Głogów      | 29:23(13:12) | KPR Legionowo   | gospodarz Widzów: 1100 Sędzia: Jakub Jerlecki, Maciej Łabuń (Szczecin) |
| 1108 lutego 201718:00 | Arkadiusz Miszka 10 | 29:23(13:12) | 9 Witalij Titow | gospodarz Widzów: 1100 Sędzia: Jakub Jerlecki, Maciej Łabuń (Szczecin) |
| 1108 lutego 201718:00 | 5× · 2×             | 29:23(13:12) | 5× · 2×         | gospodarz Widzów: 1100 Sędzia: Jakub Jerlecki, Maciej Łabuń (Szczecin) |

| 1128 lutego 201718:00 | Pogoń Szczecin | 26:27(15:15) | Wybrzeże Gdańsk                 | gospodarz Widzów: 450 Sędzia: Korneliusz Habierski, Grzegorz Skrobak (Głogów) |
| 1128 lutego 201718:00 | Michal Bruna 7 | 26:27(15:15) | 6 Jacek Sulej 6 Paweł Niewrzawa | gospodarz Widzów: 450 Sędzia: Korneliusz Habierski, Grzegorz Skrobak (Głogów) |
| 1128 lutego 201718:00 | 4× · 3×        | 26:27(15:15) | 5× · 3×                         | gospodarz Widzów: 450 Sędzia: Korneliusz Habierski, Grzegorz Skrobak (Głogów) |

| 1098 lutego 201718:30 | Gwardia Opole       | 21:39(8:21) | Orlen Wisła Płock | gospodarz Widzów: 850 Sędzia: Sebastian Pelc, Jakub Pretzlaf (Rzeszów) |
| 1098 lutego 201718:30 | mateusz Jankowski 6 | 21:39(8:21) | 8 Lovro Mihić     | gospodarz Widzów: 850 Sędzia: Sebastian Pelc, Jakub Pretzlaf (Rzeszów) |
| 1098 lutego 201718:30 | 4× · 3×             | 21:39(8:21) | 6× · 3×           | gospodarz Widzów: 850 Sędzia: Sebastian Pelc, Jakub Pretzlaf (Rzeszów) |

| 1118 lutego 201718:30 | Meble Wójcik Elbląg | 20:21(11:11) | Stal Mielec           | gospodarz Widzów: 150 Sędzia: Andrzej Rajkiewicz (Szczecin) Jakub Tarczykowski (Osina) |
| 1118 lutego 201718:30 | Piotr Adamczak 6    | 20:21(11:11) | 6 Ołeksandr Kirilenko | gospodarz Widzów: 150 Sędzia: Andrzej Rajkiewicz (Szczecin) Jakub Tarczykowski (Osina) |
| 1118 lutego 201718:30 | 2× · 3×             | 20:21(11:11) | 5× · 3× · 1×          | gospodarz Widzów: 150 Sędzia: Andrzej Rajkiewicz (Szczecin) Jakub Tarczykowski (Osina) |

### Seria 17 – 11.02.2017
| 1131 lutego 201718:30 | NMC Górnik Zabrze       | 26:29(13:13) | Orlen Wisła Płock | gospodarz Widzów: 1000 Sędzia: Krzysztof Bąk, Kamil Ciesielski (Zielona Góra) |
| 1131 lutego 201718:30 | Aleksander Tatarincew 7 | 26:29(13:13) | 8 Tiago Rocha     | gospodarz Widzów: 1000 Sędzia: Krzysztof Bąk, Kamil Ciesielski (Zielona Góra) |
| 1131 lutego 201718:30 | 5× · 3×                 | 26:29(13:13) | 6× · 3×           | gospodarz Widzów: 1000 Sędzia: Krzysztof Bąk, Kamil Ciesielski (Zielona Góra) |

| 11511 lutego 2017 | Stal Mielec           | 23:35(15:16) | Vive Tauron Kielce | gospodarz Widzów: 299 Sędzia: Grzegorz Młyński (Zwoleń) Rafał Puszkarski (Legionowo) |
| 11511 lutego 2017 | Ołeksandr Kirilenko 6 | 23:35(15:16) | 10 Manuel Štrlek   | gospodarz Widzów: 299 Sędzia: Grzegorz Młyński (Zwoleń) Rafał Puszkarski (Legionowo) |
| 11511 lutego 2017 | 6× · 3×               | 23:35(15:16) | 3× · 2×            | gospodarz Widzów: 299 Sędzia: Grzegorz Młyński (Zwoleń) Rafał Puszkarski (Legionowo) |

| 11711 lutego 2017 | Pogoń Szczecin | 28:22(15:12) | Piotrkowianin Piotrków Trybunalski | gospodarz Widzów: 300 Sędzia: Andrzej Gratunik (Zielona Góra) Mariusz Wołowicz (Wtórek) |
| 11711 lutego 2017 | Michal Bruna 9 | 28:22(15:12) | 6 Adam Pacześny 6 Piotr Swat       | gospodarz Widzów: 300 Sędzia: Andrzej Gratunik (Zielona Góra) Mariusz Wołowicz (Wtórek) |
| 11711 lutego 2017 | 6× · 3×        | 28:22(15:12) | 5× · 3×                            | gospodarz Widzów: 300 Sędzia: Andrzej Gratunik (Zielona Góra) Mariusz Wołowicz (Wtórek) |

| 11811 lutego 201719:30 | Meble Wójcik Elbląg | 23:20(11:15) | Gwardia Opole   | gospodarz Widzów: 220 Sędzia: Paweł Kaszubski, Piotr Wojdyr (Gdańsk) |
| 11811 lutego 201719:30 | 7 Adadm Nowakowski  | 23:20(11:15) | 4 Kamil Mokrzki | gospodarz Widzów: 220 Sędzia: Paweł Kaszubski, Piotr Wojdyr (Gdańsk) |
| 11811 lutego 201719:30 | 7× · 2× · 1×        | 23:20(11:15) | 7× · 3× · 1×    | gospodarz Widzów: 220 Sędzia: Paweł Kaszubski, Piotr Wojdyr (Gdańsk) |

| 11612 lutego 201715:00 | KPR Legionowo   | 21:29(7:17) | MMTS Kwidzyn     | gospodarz Widzów: 800 Sędzia: Igor Dębski, Artur Rodacki (Kielce) |
| 11612 lutego 201715:00 | Witalij Titow 6 | 21:29(7:17) | 9 Mateusz Seroka | gospodarz Widzów: 800 Sędzia: Igor Dębski, Artur Rodacki (Kielce) |
| 11612 lutego 201715:00 | 2× · 4×         | 21:29(7:17) | 4× · 3× · 1×     | gospodarz Widzów: 800 Sędzia: Igor Dębski, Artur Rodacki (Kielce) |

| 11912 lutego 201715:30 | Wybrzeże Gdańsk                                                                                  | 33:28(18:13) | Zagłębie Lubin      | gospodarz Widzów: 650 Sędzia: Bartosz Leszczyński, Marcin Piechota (Płock) |
| 11912 lutego 201715:30 | Wojciech Prymlewicz 5 Adrian Kondratiuk 5 Hubert Kornecki 5 Damian Kostrzewa 5 Łukasz Rogulski 5 | 33:28(18:13) | 8 Mikołaj Szymyślik | gospodarz Widzów: 650 Sędzia: Bartosz Leszczyński, Marcin Piechota (Płock) |
| 11912 lutego 201715:30 | 4× · 3×                                                                                          | 33:28(18:13) | 3× · 3×             | gospodarz Widzów: 650 Sędzia: Bartosz Leszczyński, Marcin Piechota (Płock) |

| 11412 lutego 201718:00 | Azoty-Puławy       | 29:24(18:10) | Chrobry Głogów   | gospodarz Widzów: 760 Sędzia: Joanna Brehmer (Mikołów) Agnieszka Skowronek (Ruda Śląska) |
| 11412 lutego 201718:00 | Rafał Przybylski 6 | 29:24(18:10) | 5 Kamil Sadowski | gospodarz Widzów: 760 Sędzia: Joanna Brehmer (Mikołów) Agnieszka Skowronek (Ruda Śląska) |
| 11412 lutego 201718:00 | 4× · 3×            | 29:24(18:10) | 3× · 3×          | gospodarz Widzów: 760 Sędzia: Joanna Brehmer (Mikołów) Agnieszka Skowronek (Ruda Śląska) |

### Seria 18 – 18.02.2017
| 12114 lutego 201718:30 | Vive Tauron Kielce | 29:23(18:9) | Pogoń Szczecin                 | gospodarz Widzów: 1800 Sędzia: Cezary Figarski, Dariusz Żak (Radom) |
| 12114 lutego 201718:30 | Paweł Paczkowski 8 | 29:23(18:9) | 5 Kirył Kniazieu 5 Paweł Krupa | gospodarz Widzów: 1800 Sędzia: Cezary Figarski, Dariusz Żak (Radom) |
| 12114 lutego 201718:30 | 6× · 3×            | 29:23(18:9) | 3× · 3×                        | gospodarz Widzów: 1800 Sędzia: Cezary Figarski, Dariusz Żak (Radom) |

| 12015 lutego 201718:00 | Orlen Wisła Płock | 26:17(12:8) | KPR Legionowo      | gospodarz Widzów: 2600 Sędzia: Dariusz Mroczkowski, Jakub Mroczkowski (Sierpc) |
| 12015 lutego 201718:00 | Tiago Rocha 5     | 26:17(12:8) | 6 Antonio Pribanić | gospodarz Widzów: 2600 Sędzia: Dariusz Mroczkowski, Jakub Mroczkowski (Sierpc) |
| 12015 lutego 201718:00 | 9× · 3×           | 26:17(12:8) | 4× · 3×            | gospodarz Widzów: 2600 Sędzia: Dariusz Mroczkowski, Jakub Mroczkowski (Sierpc) |

| 12617 lutego 201718:30 | Meble Wójcik Elbląg | 26:27(18:15) | NMC Górnik Zabrze       | gospodarz Widzów: 350 Sędzia: Bartosz Leszczyński, Marcin Piechota (Płock) |
| 12617 lutego 201718:30 | Jakub Olszewski 7   | 26:27(18:15) | 7 Aleksander Tatarincew | gospodarz Widzów: 350 Sędzia: Bartosz Leszczyński, Marcin Piechota (Płock) |
| 12617 lutego 201718:30 | 4× · 3×             | 26:27(18:15) | 4× · 3×                 | gospodarz Widzów: 350 Sędzia: Bartosz Leszczyński, Marcin Piechota (Płock) |

| 12218 lutego 201718:00 | Chrobry Głogów                         | 33:28(15:14) | Wybrzeże Gdańsk                      | gospodarz Widzów: 1200 Sędzia: Mariusz Marciniak, Piotr Radziszewski (Wolsztyn) |
| 12218 lutego 201718:00 | Rafał Biegaj 6 Dominik Płócienniczak 6 | 33:28(15:14) | 5 Łukasz Rogulski 5 Damian Kostrzewa | gospodarz Widzów: 1200 Sędzia: Mariusz Marciniak, Piotr Radziszewski (Wolsztyn) |
| 12218 lutego 201718:00 | 5× · 3×                                | 33:28(15:14) | 4× · 2×                              | gospodarz Widzów: 1200 Sędzia: Mariusz Marciniak, Piotr Radziszewski (Wolsztyn) |

| 12418 lutego 201718:00 | Piotrkowianin Piotrków Trybunalski | 27:28(14:12) | Zagłębie Lubin      | gospodarz Widzów: 650 Sędzia: Sebastian Pelc, Jakub Pretzlaf (Rzeszów) |
| 12418 lutego 201718:00 | Mateusz Góralski 7                 | 27:28(14:12) | 12 Arkadiusz Moryto | gospodarz Widzów: 650 Sędzia: Sebastian Pelc, Jakub Pretzlaf (Rzeszów) |
| 12418 lutego 201718:00 | 3× · 3×                            | 27:28(14:12) | 7× · 2×             | gospodarz Widzów: 650 Sędzia: Sebastian Pelc, Jakub Pretzlaf (Rzeszów) |

| 12318 lutego 201718:30 | Gwardia Opole      | 33:27(15:13) | Stal Mielec            | gospodarz Widzów: 400 Sędzia: Korneliusz Habierski, Grzegorz Skrobak (Głogów) |
| 12318 lutego 201718:30 | Antoni Łangowski 7 | 33:27(15:13) | 10 Ołeksandr Kirilenko | gospodarz Widzów: 400 Sędzia: Korneliusz Habierski, Grzegorz Skrobak (Głogów) |
| 12318 lutego 201718:30 | 4× · 3×            | 33:27(15:13) | 5× · 3×                | gospodarz Widzów: 400 Sędzia: Korneliusz Habierski, Grzegorz Skrobak (Głogów) |

| 12519 lutego 201716:45 | MMTS Kwidzyn      | 27:29(13:13) | Azoty-Puławy           | gospodarz Widzów: 1500 Sędzia: Dariusz Mroczkowski, Jakub Mroczkowski (Sierpc) |
| 12519 lutego 201716:45 | Adrian Nogowski 7 | 27:29(13:13) | 9 Przemysław Krajewski | gospodarz Widzów: 1500 Sędzia: Dariusz Mroczkowski, Jakub Mroczkowski (Sierpc) |
| 12519 lutego 201716:45 | 2× · 2×           | 27:29(13:13) | 3× · 3×                | gospodarz Widzów: 1500 Sędzia: Dariusz Mroczkowski, Jakub Mroczkowski (Sierpc) |

### Seria 19 – 25.02.2017
| 13022 lutego 201718:30 | Azoty-Puławy      | 25:29(14:13) | Orlen Wisła Płock | gospodarz Widzów: 771 Sędzia: Jakub Jerlecki, Maciej Łabuń (Szczecin) |
| 13022 lutego 201718:30 | Krzysztof Łyżwa 6 | 25:29(14:13) | 7 Šime Ivić       | gospodarz Widzów: 771 Sędzia: Jakub Jerlecki, Maciej Łabuń (Szczecin) |
| 13022 lutego 201718:30 | 4× · 3×           | 25:29(14:13) | 6× · 3×           | gospodarz Widzów: 771 Sędzia: Jakub Jerlecki, Maciej Łabuń (Szczecin) |

| 13122 lutego 201718:30 | Gwardia Opole                                             | 24:33(10:14) | Vive Tauron Kielce | gospodarz Widzów: 1100 Sędzia: Joanna Brehmer (Mikołów) Agnieszka Skowronek (Ruda Śląska) |
| 13122 lutego 201718:30 | Przemysław Zadura 4 Mateusz Morawski 4 Antoni Łangowski 4 | 24:33(10:14) | Darko Đukić        | gospodarz Widzów: 1100 Sędzia: Joanna Brehmer (Mikołów) Agnieszka Skowronek (Ruda Śląska) |
| 13122 lutego 201718:30 | 1× · 2×                                                   | 24:33(10:14) | 3× · 2×            | gospodarz Widzów: 1100 Sędzia: Joanna Brehmer (Mikołów) Agnieszka Skowronek (Ruda Śląska) |

| 12824 lutego 201718:30 | Meble Wójcik Elbląg   | 23:24(10:12) | KPR Legionowo   | gospodarz Widzów: 300 Sędzia: Andrzej Rajkiewicz (Szczecin) Jakub Tarczykowski (Osina) |
| 12824 lutego 201718:30 | Bartosz Janiszewski 8 | 23:24(10:12) | 9 Witalij Titow | gospodarz Widzów: 300 Sędzia: Andrzej Rajkiewicz (Szczecin) Jakub Tarczykowski (Osina) |
| 12824 lutego 201718:30 | 4× · 3×               | 23:24(10:12) | 3× · 3×         | gospodarz Widzów: 300 Sędzia: Andrzej Rajkiewicz (Szczecin) Jakub Tarczykowski (Osina) |

| 12925 lutego 201714:45 | Wybrzeże Gdańsk   | 22:25(12:10) | MMTS Kwidzyn     | gospodarz Widzów: 1250 Sędzia: Dariusz Mroczkowski, Jakub Mroczkowski (Sierpc) |
| 12925 lutego 201714:45 | Łukasz Rogulski 7 | 22:25(12:10) | 9 Mateusz Seroka | gospodarz Widzów: 1250 Sędzia: Dariusz Mroczkowski, Jakub Mroczkowski (Sierpc) |
| 12925 lutego 201714:45 | 4× · 3×           | 22:25(12:10) | 3× · 3×          | gospodarz Widzów: 1250 Sędzia: Dariusz Mroczkowski, Jakub Mroczkowski (Sierpc) |

| 13225 lutego 201718:00 | Pogoń Szczecin    | 30:28(15:12) | Zagłębie Lubin      | gospodarz Widzów: 400 Sędzia: Bartosz Leszczyński, Marcin Piechota (Płock) |
| 13225 lutego 201718:00 | Bartosz Konitz 10 | 30:28(15:12) | 13 Arkadiusz Moryto | gospodarz Widzów: 400 Sędzia: Bartosz Leszczyński, Marcin Piechota (Płock) |
| 13225 lutego 201718:00 | 4× · 3×           | 30:28(15:12) | 7× · 3×             | gospodarz Widzów: 400 Sędzia: Bartosz Leszczyński, Marcin Piechota (Płock) |

| 13325 lutego 201718:00 | Stal Mielec           | 27:32(16:13) | NMC Górnik Zabrze | gospodarz Widzów: 299 Sędzia: Grzegorz Młyński (Zwoleń) Rafał Puszkarski (Legionowo) |
| 13325 lutego 201718:00 | Ołeksandr Kirilenko 6 | 27:32(16:13) | 9 Marek Daćko     | gospodarz Widzów: 299 Sędzia: Grzegorz Młyński (Zwoleń) Rafał Puszkarski (Legionowo) |
| 13325 lutego 201718:00 | 5× · 2× · 1×          | 27:32(16:13) | 3× · 3×           | gospodarz Widzów: 299 Sędzia: Grzegorz Młyński (Zwoleń) Rafał Puszkarski (Legionowo) |

| 12726 lutego 201718:00 | Piotrkowianin Piotrków Trybunalski | 33:34(14:22) | Chrobry Głogów  | gospodarz Widzów: 550 Sędzia: Marek Baranowski (Warszawa) Bogdan Lemanowicz (Łąck) |
| 12726 lutego 201718:00 | Piotr Swat 11                      | 33:34(14:22) | 7 Marek Świtała | gospodarz Widzów: 550 Sędzia: Marek Baranowski (Warszawa) Bogdan Lemanowicz (Łąck) |
| 12726 lutego 201718:00 | 4× · 3×                            | 33:34(14:22) | 5× · 3×         | gospodarz Widzów: 550 Sędzia: Marek Baranowski (Warszawa) Bogdan Lemanowicz (Łąck) |

### Seria 20 – 04.03.2017
| 13728 lutego 201720:15 | Zagłębie Lubin  | 28:29(12:15) | Vive Tauron Kielce | gospodarz Widzów: 2150 Sędzia: Andrzej Rajkiewicz (Szczecin) Jakub Tarczykowski (Osina) |
| 13728 lutego 201720:15 | Manuel Štrlek 7 | 28:29(12:15) | 6 Arkadiusz Moryto | gospodarz Widzów: 2150 Sędzia: Andrzej Rajkiewicz (Szczecin) Jakub Tarczykowski (Osina) |
| 13728 lutego 201720:15 | 6× · 2× · 1×    | 28:29(12:15) | 6× · 3×            | gospodarz Widzów: 2150 Sędzia: Andrzej Rajkiewicz (Szczecin) Jakub Tarczykowski (Osina) |

| 1381 marca 201718:00 | Orlen Wisła Płock | 39:27(21:12) | Wybrzeże Gdańsk    | gospodarz Widzów: 2000 Sędzia: Mariusz Marciniak, Piotr Radziszewski (Wolsztyn) |
| 1381 marca 201718:00 | Maciej Gębala 9   | 39:27(21:12) | 10 Paweł Niewrzawa | gospodarz Widzów: 2000 Sędzia: Mariusz Marciniak, Piotr Radziszewski (Wolsztyn) |
| 1381 marca 201718:00 | 2× · 2×           | 39:27(21:12) | 2× · 3×            | gospodarz Widzów: 2000 Sędzia: Mariusz Marciniak, Piotr Radziszewski (Wolsztyn) |

| 1404 marca 201714:45 | NMC Górnik Zabrze | 30:32(16:16) | Gwardia Opole      | gospodarz Widzów: 850 Sędzia: Sebastian Pelc, Jakub Pretzlaf (Rzeszów) |
| 1404 marca 201714:45 | Marek Daćko 7     | 30:32(16:16) | 6 Antoni Łangowski | gospodarz Widzów: 850 Sędzia: Sebastian Pelc, Jakub Pretzlaf (Rzeszów) |
| 1404 marca 201714:45 | 7× · 2× · 1×      | 30:32(16:16) | 7× · 3× · 1×       | gospodarz Widzów: 850 Sędzia: Sebastian Pelc, Jakub Pretzlaf (Rzeszów) |

| 1364 marca 201717:00 | MMTS Kwidzyn     | 29:25(15:12) | Piotrkowianin Piotrków Trybunalski | gospodarz Widzów: 1000 Sędzia: Jakub Jerlecki, Maciej Łabuń (Szczecin) |
| 1364 marca 201717:00 | Mateusz Seroka 9 | 29:25(15:12) | 6 Adam Pacześny                    | gospodarz Widzów: 1000 Sędzia: Jakub Jerlecki, Maciej Łabuń (Szczecin) |
| 1364 marca 201717:00 | 5× · 3×          | 29:25(15:12) | 5× · 3×                            | gospodarz Widzów: 1000 Sędzia: Jakub Jerlecki, Maciej Łabuń (Szczecin) |

| 1354 marca 201718:00 | KPR Legionowo        | 31:23(11:8) | Stal Mielec     | gospodarz Widzów: 270 Sędzia: Andrzej Kierczak (Michałowice) Tomasz Wrona (Kraków) |
| 1354 marca 201718:00 | Wojciech Gumiński 10 | 31:23(11:8) | 7 Łukasz Janyst | gospodarz Widzów: 270 Sędzia: Andrzej Kierczak (Michałowice) Tomasz Wrona (Kraków) |
| 1354 marca 201718:00 | 7× · 1× · 1×         | 31:23(11:8) | 7× · 3× · 1×    | gospodarz Widzów: 270 Sędzia: Andrzej Kierczak (Michałowice) Tomasz Wrona (Kraków) |

| 1394 marca 201718:00 | Azoty-Puławy                         | 31:21(16:8) | Meble Wójcik Elbląg | gospodarz Widzów: 680 Sędzia: Andrzej Chrzan, Michał Janas (Tarnów) |
| 1394 marca 201718:00 | Rafał Przybylski 6 Krzysztof Łyżwa 6 | 31:21(16:8) | 6 Piotr Adamczak    | gospodarz Widzów: 680 Sędzia: Andrzej Chrzan, Michał Janas (Tarnów) |
| 1394 marca 201718:00 | 1× · 3×                              | 31:21(16:8) | 1× · 2×             | gospodarz Widzów: 680 Sędzia: Andrzej Chrzan, Michał Janas (Tarnów) |

| 1344 marca 201718:30 | Pogoń Szczecin    | 28:22(12:8) | Chrobry Głogów      | gospodarz Widzów: 650 Sędzia: Paweł Kaszubski, Piotr Wojdyr (Gdańsk) |
| 1344 marca 201718:30 | Mateusz Zaremba 7 | 28:22(12:8) | 9 Damian Krysztofik | gospodarz Widzów: 650 Sędzia: Paweł Kaszubski, Piotr Wojdyr (Gdańsk) |
| 1344 marca 201718:30 | 7× · 2×           | 28:22(12:8) | 4× · 3×             | gospodarz Widzów: 650 Sędzia: Paweł Kaszubski, Piotr Wojdyr (Gdańsk) |

### Seria 21 – 11.03.2017
| 1467 marca 201718:30 | Vive Tauron Kielce | 33:29(19:16) | NMC Górnik Zabrze | gospodarz Widzów: 2100 Sędzia: Dariusz Mroczkowski, Jakub Mroczkowski (Sierpc) |
| 1467 marca 201718:30 | Karol Bielecki 8   | 33:29(19:16) | 8 Marek Daćko     | gospodarz Widzów: 2100 Sędzia: Dariusz Mroczkowski, Jakub Mroczkowski (Sierpc) |
| 1467 marca 201718:30 | 6× · 3× · 1×       | 33:29(19:16) | 6× · 3×           | gospodarz Widzów: 2100 Sędzia: Dariusz Mroczkowski, Jakub Mroczkowski (Sierpc) |

| 1458 marca 201718:30 | Piotrkowianin Piotrków Trybunalski | 26:25(14:12) | Orlen Wisła Płock | gospodarz Widzów: 690 Sędzia: Joanna Brehmer (Mikołów) Agnieszka Skowronek (Ruda Śląska) |
| 1458 marca 201718:30 | Sebastian Iskra 6                  | 26:25(14:12) | 5 Maciej Gębala   | gospodarz Widzów: 690 Sędzia: Joanna Brehmer (Mikołów) Agnieszka Skowronek (Ruda Śląska) |
| 1458 marca 201718:30 | 5× · 3×                            | 26:25(14:12) | 8× · 3×           | gospodarz Widzów: 690 Sędzia: Joanna Brehmer (Mikołów) Agnieszka Skowronek (Ruda Śląska) |

| 14110 marca 201718:30 | Meble Wójcik Elbląg                 | 25:29(12:13) | Wybrzeże Gdańsk   | gospodarz Widzów: 285 Sędzia: Marek Baranowski (Warszawa) Bogdan Lemanowicz (Łąck) |
| 14110 marca 201718:30 | Bartosz Janiszewski 6 Jakub Moryń 6 | 25:29(12:13) | 7 Łukasz Rogulski | gospodarz Widzów: 285 Sędzia: Marek Baranowski (Warszawa) Bogdan Lemanowicz (Łąck) |
| 14110 marca 201718:30 | 2× · 3×                             | 25:29(12:13) | 6× · 3×           | gospodarz Widzów: 285 Sędzia: Marek Baranowski (Warszawa) Bogdan Lemanowicz (Łąck) |

| 14710 marca 201718:30 | Stal Mielec        | 29:33(12:15) | Azoty-Puławy           | gospodarz Widzów: 299 Sędzia: Igor Dębski, Artur Rodacki (Kielce) |
| 14710 marca 201718:30 | Sergey Dementyev 9 | 29:33(12:15) | 8 Przemysław Krajewski | gospodarz Widzów: 299 Sędzia: Igor Dębski, Artur Rodacki (Kielce) |
| 14710 marca 201718:30 | 2× · 3×            | 29:33(12:15) | 2× · 3×                | gospodarz Widzów: 299 Sędzia: Igor Dębski, Artur Rodacki (Kielce) |

| 14211 marca 201718:00 | Chrobry Głogów       | 31:28(17:13) | Zagłębie Lubin      | gospodarz Widzów: 1300 Sędzia: Michał Kopiec (Siemianowice Śląskie) Marcin Zubek (Bytom) |
| 14211 marca 201718:00 | Damian Krzysztofik 8 | 31:28(17:13) | 7 Mikołaj Szymyślik | gospodarz Widzów: 1300 Sędzia: Michał Kopiec (Siemianowice Śląskie) Marcin Zubek (Bytom) |
| 14211 marca 201718:00 | 4× · 3×              | 31:28(17:13) | 6× · 3×             | gospodarz Widzów: 1300 Sędzia: Michał Kopiec (Siemianowice Śląskie) Marcin Zubek (Bytom) |

| 14411 marca 201718:00 | Pogoń Szczecin   | 28:25(13:15) | MMTS Kwidzyn   | gospodarz Widzów: 650 Sędzia: Krzysztof Bąk, Kamil Ciesielski (Zielona Góra) |
| 14411 marca 201718:00 | Arkadiusz Bosy 6 | 28:25(13:15) | 4 Marek Szpera | gospodarz Widzów: 650 Sędzia: Krzysztof Bąk, Kamil Ciesielski (Zielona Góra) |
| 14411 marca 201718:00 | 3× · 3×          | 28:25(13:15) | 6× · 4×        | gospodarz Widzów: 650 Sędzia: Krzysztof Bąk, Kamil Ciesielski (Zielona Góra) |

| 14311 marca 201718:30 | Gwardia Opole      | 25:23(11:11) | KPR Legionowo   | gospodarz Widzów: 600 Sędzia: Damian Demczuk, Tomasz Rosik (Lubin) |
| 14311 marca 201718:30 | Mateusz Morawski 6 | 25:23(11:11) | 5 Witalij Titow | gospodarz Widzów: 600 Sędzia: Damian Demczuk, Tomasz Rosik (Lubin) |
| 14311 marca 201718:30 | 5× · 1× · 1×       | 25:23(11:11) | 4× · 3×         | gospodarz Widzów: 600 Sędzia: Damian Demczuk, Tomasz Rosik (Lubin) |

### Seria 22 – 15.03.2017
| 15114 marca 201718:30 | Gwardia Opole      | 24:30(13:17) | Azoty-Puławy                              | gospodarz Widzów: 600 Sędzia: Andrzej Gratunik (Zielona Góra) Mariusz Wołowicz (Wtórek) |
| 15114 marca 201718:30 | Antoni Łangowski 6 | 24:30(13:17) | 5 Przemysław Krajewski Rafał Przybylski 5 | gospodarz Widzów: 600 Sędzia: Andrzej Gratunik (Zielona Góra) Mariusz Wołowicz (Wtórek) |
| 15114 marca 201718:30 | 6× · 3×            | 24:30(13:17) | 3× · 3×                                   | gospodarz Widzów: 600 Sędzia: Andrzej Gratunik (Zielona Góra) Mariusz Wołowicz (Wtórek) |

| 15015 marca 201718:00 | MMTS Kwidzyn   | 29:25(13:14) | Zagłębie Lubin | gospodarz Widzów: 900 Sędzia: Marek Baranowski (Warszawa) Bogdan Lemanowicz (Łąck) |
| 15015 marca 201718:00 | Marek Szpera 7 | 29:25(13:14) | 8 Jan Czuwara  | gospodarz Widzów: 900 Sędzia: Marek Baranowski (Warszawa) Bogdan Lemanowicz (Łąck) |
| 15015 marca 201718:00 | 3× · 3×        | 29:25(13:14) | 4× · 4×        | gospodarz Widzów: 900 Sędzia: Marek Baranowski (Warszawa) Bogdan Lemanowicz (Łąck) |

| 15215 marca 201718:00 | Orlen Wisła Płock | 41:22(20:13) | Pogoń Szczecin                                | gospodarz Widzów: 1500 Sędzia: Paweł Kaszubski, Piotr Wojdyr (Gdańsk) |
| 15215 marca 201718:00 | Šime Ivić 7       | 41:22(20:13) | 5 Michal Bruna 5 Paweł Krupa 5 Mateusz Zaręba | gospodarz Widzów: 1500 Sędzia: Paweł Kaszubski, Piotr Wojdyr (Gdańsk) |
| 15215 marca 201718:00 | 4× · 3×           | 41:22(20:13) | 3×                                            | gospodarz Widzów: 1500 Sędzia: Paweł Kaszubski, Piotr Wojdyr (Gdańsk) |

| 14815 marca 201718:30 | Vive Tauron Kielce | 36:24(17:10) | Chrobry Głogów   | gospodarz Widzów: 2200 Sędzia: Sebastian Pelc, Jakub Pretzlaf (Rzeszów) |
| 14815 marca 201718:30 | Manuel Štrlek 6    | 36:24(17:10) | 6 Kamil Sadowski | gospodarz Widzów: 2200 Sędzia: Sebastian Pelc, Jakub Pretzlaf (Rzeszów) |
| 14815 marca 201718:30 | 7× · 3× · 1×       | 36:24(17:10) | 3× · 3×          | gospodarz Widzów: 2200 Sędzia: Sebastian Pelc, Jakub Pretzlaf (Rzeszów) |

| 14915 marca 201718:30 | NMC Górnik Zabrze | 31:27(12:15) | KPR Legionowo    | gospodarz Widzów: 500 Sędzia: Andrzej Chrzan, Michał Janas (Tarnów) |
| 14915 marca 201718:30 | Marek Daćko 14    | 31:27(12:15) | 10 Witalij Titow | gospodarz Widzów: 500 Sędzia: Andrzej Chrzan, Michał Janas (Tarnów) |
| 14915 marca 201718:30 | 3× · 3×           | 31:27(12:15) | 4× · 3×          | gospodarz Widzów: 500 Sędzia: Andrzej Chrzan, Michał Janas (Tarnów) |

| 15415 marca 201718:30 | Meble Wójcik Elbląg                                      | 16:14(6:5) | Piotrkowianin Piotrków Trybunalski | gospodarz Widzów: 200 Sędzia: Jakub Jerlecki, Maciej Łabuń (Szczecin) |
| 15415 marca 201718:30 | Mikołaj Kupiec 4 Bartosz Janiszewski 4 4 Adam Nowakowski | 16:14(6:5) | 4 Marcin Tórz                      | gospodarz Widzów: 200 Sędzia: Jakub Jerlecki, Maciej Łabuń (Szczecin) |
| 15415 marca 201718:30 | 7× · 3×                                                  | 16:14(6:5) | 9× · 3× · 1×                       | gospodarz Widzów: 200 Sędzia: Jakub Jerlecki, Maciej Łabuń (Szczecin) |

| 15315 marca 201719:00 | Wybrzeże Gdańsk                                          | 24:23(11:11) | Stal Mielec   | gospodarz Widzów: 530 Sędzia: Andrzej Rajkiewicz (Szczecin) Jakub Tarczykowski (Osina) |
| 15315 marca 201719:00 | Łukasz Rogulski 5 Hubert Kornecki 5 Michał Skwierawski 5 | 24:23(11:11) | 6 Rafał Krupa | gospodarz Widzów: 530 Sędzia: Andrzej Rajkiewicz (Szczecin) Jakub Tarczykowski (Osina) |
| 15315 marca 201719:00 | 7× · 3× · 1×                                             | 24:23(11:11) | 5× · 3×       | gospodarz Widzów: 530 Sędzia: Andrzej Rajkiewicz (Szczecin) Jakub Tarczykowski (Osina) |

### Seria 23 – 18.03.2017
| 15918 marca 201713:00 | MMTS Kwidzyn      | 29:26(18:13) | Chrobry Głogów | gospodarz Widzów: 900 Sędzia: Grzegorz Młyński (Zwoleń) Rafał Puszkarski (Legionowo) |
| 15918 marca 201713:00 | Michał Potoczny 5 | 29:26(18:13) | 7 Szymon Sićko | gospodarz Widzów: 900 Sędzia: Grzegorz Młyński (Zwoleń) Rafał Puszkarski (Legionowo) |
| 15918 marca 201713:00 | 5× · 3×           | 29:26(18:13) | 6× · 3× · 1×   | gospodarz Widzów: 900 Sędzia: Grzegorz Młyński (Zwoleń) Rafał Puszkarski (Legionowo) |

| 15718 marca 201718:00 | KPR Legionowo                        | 24:32(15:15) | Vive Tauron Kielce             | gospodarz Widzów: 1600 Sędzia: Mariusz Marciniak, Piotr Radziszewski (Wolsztyn) |
| 15718 marca 201718:00 | Tomasz Kasprzak 7 Michał Prątnicki 7 | 24:32(15:15) | 6 Darko Đukić 6 Karol Bielecki | gospodarz Widzów: 1600 Sędzia: Mariusz Marciniak, Piotr Radziszewski (Wolsztyn) |
| 15718 marca 201718:00 | 1× · 2×                              | 24:32(15:15) | 1× · 3×                        | gospodarz Widzów: 1600 Sędzia: Mariusz Marciniak, Piotr Radziszewski (Wolsztyn) |

| 15818 marca 201718:00 | Piotrkowianin Piotrków Trybunalski | 23:25(12:6) | Stal Mielec         | gospodarz Widzów: 600 Sędzia: Damian Demczuk, Tomasz Rosik (Lubin) |
| 15818 marca 201718:00 | Bartosz Nastaj 5                   | 23:25(12:6) | 6 Marcin Miedziński | gospodarz Widzów: 600 Sędzia: Damian Demczuk, Tomasz Rosik (Lubin) |
| 15818 marca 201718:00 | 4× · 3×                            | 23:25(12:6) | 5× · 2×             | gospodarz Widzów: 600 Sędzia: Damian Demczuk, Tomasz Rosik (Lubin) |

| 16118 marca 201718:00 | Pogoń Szczecin   | 32:24(15:9) | Meble Wójcik Elbląg | gospodarz Widzów: 550 Sędzia: Bartosz Leszczyński, Marcin Piechota (Płock) |
| 16118 marca 201718:00 | Kirył Kniazieu 7 | 32:24(15:9) | 6 Piotr Adamczak    | gospodarz Widzów: 550 Sędzia: Bartosz Leszczyński, Marcin Piechota (Płock) |
| 16118 marca 201718:00 | 3× · 3×          | 32:24(15:9) | 3× · 3×             | gospodarz Widzów: 550 Sędzia: Bartosz Leszczyński, Marcin Piechota (Płock) |

| 15519 marca 201713:00 | NMC Górnik Zabrze | 36:34(19:21) | Azoty-Puławy       | gospodarz Widzów: 850 Sędzia: Korneliusz Habierski, Grzegorz Skrobak (Głogów) |
| 15519 marca 201713:00 | Marek Daćko 11    | 36:34(19:21) | 8 Rafał Przybylski | gospodarz Widzów: 850 Sędzia: Korneliusz Habierski, Grzegorz Skrobak (Głogów) |
| 15519 marca 201713:00 | 4× · 3× · 1×      | 36:34(19:21) | 4× · 3×            | gospodarz Widzów: 850 Sędzia: Korneliusz Habierski, Grzegorz Skrobak (Głogów) |

| 15619 marca 201716:00 | Zagłębie Lubin                           | 26:36(11:16) | Orlen Wisła Płock  | gospodarz Widzów: 726 Sędzia: Joanna Brehmer (Mikołów) Agnieszka Skowronek (Ruda Śląska) |
| 15619 marca 201716:00 | Mikołaj Szymyślik 5 Michał Stankiewicz 5 | 26:36(11:16) | 9 Valentin Ghionea | gospodarz Widzów: 726 Sędzia: Joanna Brehmer (Mikołów) Agnieszka Skowronek (Ruda Śląska) |
| 15619 marca 201716:00 | 2× · 3×                                  | 26:36(11:16) | 2× · 2×            | gospodarz Widzów: 726 Sędzia: Joanna Brehmer (Mikołów) Agnieszka Skowronek (Ruda Śląska) |

| 16020 marca 201718:00 | Wybrzeże Gdańsk   | 24:33(13:15) | Gwardia Opole   | gospodarz Widzów: 756 Sędzia: Cezary Figarski, Dariusz Żak (Radom) |
| 16020 marca 201718:00 | Paweł Niewrzawa 8 | 24:33(13:15) | 6 Kamil Mokrzki | gospodarz Widzów: 756 Sędzia: Cezary Figarski, Dariusz Żak (Radom) |
| 16020 marca 201718:00 | 5× · 3×           | 24:33(13:15) | 3× · 3×         | gospodarz Widzów: 756 Sędzia: Cezary Figarski, Dariusz Żak (Radom) |

### Seria 24 – 25.03.2017
| 16221 marca 201720:15 | Vive Tauron Kielce | 35:24(17:14) | MMTS Kwidzyn     | gospodarz Widzów: 1500 Sędzia: Bartosz Leszczyński, Marcin Piechota (Płock) |
| 16221 marca 201720:15 | Manuel Štrlek 9    | 35:24(17:14) | 4 Mateusz Seroka | gospodarz Widzów: 1500 Sędzia: Bartosz Leszczyński, Marcin Piechota (Płock) |
| 16221 marca 201720:15 | 4× · 3×            | 35:24(17:14) | 3× · 3×          | gospodarz Widzów: 1500 Sędzia: Bartosz Leszczyński, Marcin Piechota (Płock) |

| 16422 marca 201720:15 | Chrobry Głogów                  | 25:32(13:17) | Orlen Wisła Płock               | gospodarz Widzów: 1100 Sędzia: Andrzej Rajkiewicz (Szczecin) Jakub Tarczykowski (Osina) |
| 16422 marca 201720:15 | Wiktor Kubała 5 Marek Świtała 5 | 25:32(13:17) | 5 Adam Wiśniewski 5 Tiago Rocha | gospodarz Widzów: 1100 Sędzia: Andrzej Rajkiewicz (Szczecin) Jakub Tarczykowski (Osina) |
| 16422 marca 201720:15 | 7× · 3× · 1×                    | 25:32(13:17) | 9× · 3×                         | gospodarz Widzów: 1100 Sędzia: Andrzej Rajkiewicz (Szczecin) Jakub Tarczykowski (Osina) |

| 16824 marca 2017 | Meble Wójcik Elbląg | 29:33(14:20) | Zagłębie Lubin     | gospodarz Widzów: 300 Sędzia: Dariusz Mroczkowski, Jakub Mroczkowski (Sierpc) |
| 16824 marca 2017 | Paweł Adamczak 7    | 29:33(14:20) | 9 Arkadiusz Moryto | gospodarz Widzów: 300 Sędzia: Dariusz Mroczkowski, Jakub Mroczkowski (Sierpc) |
| 16824 marca 2017 | 5× · 3×             | 29:33(14:20) | 5× · 1×            | gospodarz Widzów: 300 Sędzia: Dariusz Mroczkowski, Jakub Mroczkowski (Sierpc) |

| 16325 marca 201718:00 | Azoty-Puławy           | 31:26(18:14) | KPR Legionowo   | gospodarz Widzów: 720 Sędzia: Sebastian Pelc, Jakub Pretzlaf (Rzeszów) |
| 16325 marca 201718:00 | Przemysław Krajewski 6 | 31:26(18:14) | 7 Witalij Titow | gospodarz Widzów: 720 Sędzia: Sebastian Pelc, Jakub Pretzlaf (Rzeszów) |
| 16325 marca 201718:00 | 3× · 3×                | 31:26(18:14) | 2× · 3×         | gospodarz Widzów: 720 Sędzia: Sebastian Pelc, Jakub Pretzlaf (Rzeszów) |

| 16725 marca 201718:00 | Pogoń Szczecin    | 39:29(21:15) | Stal Mielec           | gospodarz Widzów: 500 Sędzia: Damian Demczuk, Tomasz Rosik (Lubin) |
| 16725 marca 201718:00 | Wojciech Zydroń 9 | 39:29(21:15) | 7 Ołeksandr Kirilenko | gospodarz Widzów: 500 Sędzia: Damian Demczuk, Tomasz Rosik (Lubin) |
| 16725 marca 201718:00 | 4× · 3×           | 39:29(21:15) | 5× · 3×               | gospodarz Widzów: 500 Sędzia: Damian Demczuk, Tomasz Rosik (Lubin) |

| 16625 marca 201718:30 | Gwardia Opole     | 34:24(15:11) | Piotrkowianin Piotrków Trybunalski | gospodarz Widzów: 700 Sędzia: Andrzej Chrzan, Michał Janas (Tarnów) |
| 16625 marca 201718:30 | Michał Lemaniak 8 | 34:24(15:11) | 6 Piotr Swat                       | gospodarz Widzów: 700 Sędzia: Andrzej Chrzan, Michał Janas (Tarnów) |
| 16625 marca 201718:30 | 3× · 3×           | 34:24(15:11) | 4× · 3×                            | gospodarz Widzów: 700 Sędzia: Andrzej Chrzan, Michał Janas (Tarnów) |

| 16526 marca 201716:00 | Wybrzeże Gdańsk                    | 25:33(12:19) | NMC Górnik Zabrze | gospodarz Widzów: 856 Sędzia: Jakub Jerlecki, Maciej Łabuń (Szczecin) |
| 16526 marca 201716:00 | Ramon Oliveira 5 Paweł Niewrzawa 5 | 25:33(12:19) | 7 Iso Sluijters   | gospodarz Widzów: 856 Sędzia: Jakub Jerlecki, Maciej Łabuń (Szczecin) |
| 16526 marca 201716:00 | 5× · 3× · 1×                       | 25:33(12:19) | 4× · 3×           | gospodarz Widzów: 856 Sędzia: Jakub Jerlecki, Maciej Łabuń (Szczecin) |

### Seria 25 – 01.04.2017
| 17229 marca 201720:15 | Azoty-Puławy   | 32:40(11:18) | Vive Tauron Kielce | gospodarz Widzów: 771 Sędzia: Marek Baranowski (Warszawa) Bogdan Lemanowicz (Łąck) |
| 17229 marca 201720:15 | Nikola Prce 10 | 32:40(11:18) | 8 Karol Bielecki   | gospodarz Widzów: 771 Sędzia: Marek Baranowski (Warszawa) Bogdan Lemanowicz (Łąck) |
| 17229 marca 201720:15 | 3× · 3×        | 32:40(11:18) | 4× · 4×            | gospodarz Widzów: 771 Sędzia: Marek Baranowski (Warszawa) Bogdan Lemanowicz (Łąck) |

| 17430 marca 201720:00 | KPR Legionowo   | 25:27(10:18) | Wybrzeże Gdańsk   | gospodarz Widzów: 200 Sędzia: Andrzej Chrzan, Michał Janas (Tarnów) |
| 17430 marca 201720:00 | Witalij Titow 6 | 25:27(10:18) | 7 Łukasz Rogulski | gospodarz Widzów: 200 Sędzia: Andrzej Chrzan, Michał Janas (Tarnów) |
| 17430 marca 201720:00 | 3× · 3×         | 25:27(10:18) | 4× · 1×           | gospodarz Widzów: 200 Sędzia: Andrzej Chrzan, Michał Janas (Tarnów) |

| 1731 kwietnia 201713:00 | MMTS Kwidzyn                   | 19:35(9:19) | Orlen Wisła Płock | gospodarz Widzów: 1000 Sędzia: Igor Dębski, Artur Rodacki (Kielce) |
| 1731 kwietnia 201713:00 | Mateusz Seroka 4 Paweł Genda 4 | 19:35(9:19) | 6 Adam Wiśniewski | gospodarz Widzów: 1000 Sędzia: Igor Dębski, Artur Rodacki (Kielce) |
| 1731 kwietnia 201713:00 | 3× · 3×                        | 19:35(9:19) | 2× · 3×           | gospodarz Widzów: 1000 Sędzia: Igor Dębski, Artur Rodacki (Kielce) |

| 1691 kwietnia 201718:00 | Piotrkowianin Piotrków Trybunalski | 29:36(18:16) | NMC Górnik Zabrze                  | gospodarz Widzów: 480 Sędzia: Paweł Kaszubski, Piotr Wojdyr (Gdańsk) |
| 1691 kwietnia 201718:00 | Stanisław Makowiejew 7             | 29:36(18:16) | 9 Marek Daćko 9 Bartłomiej Tomczak | gospodarz Widzów: 480 Sędzia: Paweł Kaszubski, Piotr Wojdyr (Gdańsk) |
| 1691 kwietnia 201718:00 | 7× · 3× · 1×                       | 29:36(18:16) | 3× · 2×                            | gospodarz Widzów: 480 Sędzia: Paweł Kaszubski, Piotr Wojdyr (Gdańsk) |

| 1701 kwietnia 201718:30 | Stal Mielec        | 24:27(12:13) | Zagłębie Lubin        | gospodarz Widzów: 299 Sędzia: Grzegorz Młyński (Zwoleń) Rafał Puszkarski (Legionowo) |
| 1701 kwietnia 201718:30 | Sergey Dementyev 6 | 24:27(12:13) | 6 Krzysztof Pawlaczyk | gospodarz Widzów: 299 Sędzia: Grzegorz Młyński (Zwoleń) Rafał Puszkarski (Legionowo) |
| 1701 kwietnia 201718:30 | 5× · 3×            | 24:27(12:13) | 6× · 3× · 1×          | gospodarz Widzów: 299 Sędzia: Grzegorz Młyński (Zwoleń) Rafał Puszkarski (Legionowo) |

| 1711 kwietnia 201718:30 | Gwardia Opole     | 30:29(15:12) | Pogoń Szczecin | gospodarz Widzów: 600 Sędzia: Krzysztof Bąk, Kamil Ciesielski (Zielona Góra) |
| 1711 kwietnia 201718:30 | Michał Lemaniak 7 | 30:29(15:12) | 8 Paweł Krupa  | gospodarz Widzów: 600 Sędzia: Krzysztof Bąk, Kamil Ciesielski (Zielona Góra) |
| 1711 kwietnia 201718:30 | 5× · 3×           | 30:29(15:12) | 8× · 3×        | gospodarz Widzów: 600 Sędzia: Krzysztof Bąk, Kamil Ciesielski (Zielona Góra) |

| 1751 kwietnia 201718:30 | Meble Wójcik Elbląg | 20:30(7:16) | Chrobry Głogów   | gospodarz Widzów: 150 Sędzia: Bartosz Leszczyński, Marcin Piechota (Płock) |
| 1751 kwietnia 201718:30 | Piotr Adamczak 4    | 20:30(7:16) | 7 Kamil Sadowski | gospodarz Widzów: 150 Sędzia: Bartosz Leszczyński, Marcin Piechota (Płock) |
| 1751 kwietnia 201718:30 | 4× · 3×             | 20:30(7:16) | 4× · 3×          | gospodarz Widzów: 150 Sędzia: Bartosz Leszczyński, Marcin Piechota (Płock) |

### Seria 26 – 08.04.2017
| 1777 kwietnia 201718:00 | Stal Mielec   | 30:27(15:12) | Chrobry Głogów | gospodarz Widzów: 270 Sędzia: Igor Dębski, Artur Rodacki (Kielce) |
| 1777 kwietnia 201718:00 | Paweł Wilk 12 | 30:27(15:12) | 6 Szymin Sićko | gospodarz Widzów: 270 Sędzia: Igor Dębski, Artur Rodacki (Kielce) |
| 1777 kwietnia 201718:00 | 8× · 2× · 1×  | 30:27(15:12) | 3× · 3×        | gospodarz Widzów: 270 Sędzia: Igor Dębski, Artur Rodacki (Kielce) |

| 1818 kwietnia 201717:00 | MMTS Kwidzyn   | 25:28(14:15) | Meble Wójcik Elbląg                                      | gospodarz Widzów: 800 Sędzia: Cezary Figarski, Dariusz Żak (Radom) |
| 1818 kwietnia 201717:00 | Michał Peret 5 | 25:28(14:15) | 6 Piotr Adamczak 6 Bartosz Janiszewski 6 Adam Nowakowski | gospodarz Widzów: 800 Sędzia: Cezary Figarski, Dariusz Żak (Radom) |
| 1818 kwietnia 201717:00 | 2× · 3× · 1×   | 25:28(14:15) | 5× · 3×                                                  | gospodarz Widzów: 800 Sędzia: Cezary Figarski, Dariusz Żak (Radom) |

| 1808 kwietnia 201718:00 | Azoty-Puławy       | 29:32(17:17) | Wybrzeże Gdańsk   | gospodarz Widzów: 450 Sędzia: Andrzej Kierczak (Michałowice) Tomasz Wrona (Kraków) |
| 1808 kwietnia 201718:00 | Rafał Przybylski 7 | 29:32(17:17) | 8 Łukasz Rogulski | gospodarz Widzów: 450 Sędzia: Andrzej Kierczak (Michałowice) Tomasz Wrona (Kraków) |
| 1808 kwietnia 201718:00 | 4× · 3×            | 29:32(17:17) | 7× · 3× · 1×      | gospodarz Widzów: 450 Sędzia: Andrzej Kierczak (Michałowice) Tomasz Wrona (Kraków) |

| 1828 kwietnia 201718:00 | Orlen Wisła Płock | 18:23(9:13) | Vive Tauron Kielce | gospodarz Widzów: 5400 Sędzia: Krzysztof Bąk, Kamil Ciesielski (Zielona Góra) |
| 1828 kwietnia 201718:00 | Valentin Ghionea 2 Dmitrij Żytnikow 2 Gilberto Duarte 2 Dan-Emil Racoțea 2 Adam Wiśniewski 2 Lovro Mihić 2 Jose Guilherme De Toledo 2 | 18:23(9:13) | 6 Manuel Štrlek    | gospodarz Widzów: 5400 Sędzia: Krzysztof Bąk, Kamil Ciesielski (Zielona Góra) |
| 1828 kwietnia 201718:00 | 5× · 3× | 18:23(9:13) | 5× · 3×            | gospodarz Widzów: 5400 Sędzia: Krzysztof Bąk, Kamil Ciesielski (Zielona Góra) |

| 1788 kwietnia 201718:30 | Pogoń Szczecin                  | 25:33(8:15) | NMC Górnik Zabrze | gospodarz Widzów: 400 Sędzia: Mariusz Marciniak, Piotr Radziszewski (Wolsztyn) |
| 1788 kwietnia 201718:30 | Michal Bruna 5 Arkadiusz Bosy 5 | 25:33(8:15) | 11 Marek Daćko    | gospodarz Widzów: 400 Sędzia: Mariusz Marciniak, Piotr Radziszewski (Wolsztyn) |
| 1788 kwietnia 201718:30 | 6× · 2× · 1×                    | 25:33(8:15) | 3× · 3×           | gospodarz Widzów: 400 Sędzia: Mariusz Marciniak, Piotr Radziszewski (Wolsztyn) |

| 1768 kwietnia 201719:30 | Piotrkowianin Piotrków Trybunalski | 29:26 (pd.)(10:10, 22:22) | KPR Legionowo   | gospodarz Widzów: 550 Sędzia: Michał Kopiec (Siemianowice Śląskie) Marcin Zubek (Bytom) |
| 1768 kwietnia 201719:30 | Piotr Swat 6                       | 29:26 (pd.)(10:10, 22:22) | 9 Witalij Titow | gospodarz Widzów: 550 Sędzia: Michał Kopiec (Siemianowice Śląskie) Marcin Zubek (Bytom) |
| 1768 kwietnia 201719:30 | 8× · 2× · 1×                       | 29:26 (pd.)(10:10, 22:22) | 3× · 4×         | gospodarz Widzów: 550 Sędzia: Michał Kopiec (Siemianowice Śląskie) Marcin Zubek (Bytom) |

| 1799 kwietnia 201718:30 | Gwardia Opole | 34:29(16:14) | Zagłębie Lubin     | gospodarz Widzów: 1000 Sędzia: Sebastian Pelc, Jakub Pretzlaf (Rzeszów) |
| 1799 kwietnia 201718:30 | Karol Siwak 8 | 34:29(16:14) | 6 Arkadiusz Moryto | gospodarz Widzów: 1000 Sędzia: Sebastian Pelc, Jakub Pretzlaf (Rzeszów) |
| 1799 kwietnia 201718:30 | 4× · 3×       | 34:29(16:14) | 5× · 3×            | gospodarz Widzów: 1000 Sędzia: Sebastian Pelc, Jakub Pretzlaf (Rzeszów) |